# 마블 시네마틱 유니버스 영화의 배우 목록 (인피니티 사가)
마블 시네마틱 유니버스는 미디어 프랜차이즈이자 가상의 세계관 설정이다. 마블 코믹스의 등장인물을 바탕으로 마블 스튜디오가 제작하는 일련의 슈퍼히어로 영화이다. 시리즈의 1단계인 페이즈 1에는 4개의 서로 다른 슈퍼히어로를 특징으로 하는 6개의 영화로 이루어져어 있으며 2012년 영화 "어벤져스"와 크로스오버로 이어진다. 페이즈 2는 페이즈 1 영화의 세 가지 속편과 두 개의 신작, 2015년 공개된 "어벤져스: 에이지 오브 울트론"의 크로스오버로 이루어져 있다. 페이즈 3에서는 이전 영화에 대한 4개의 속편과 4개의 신작, 크로스오버 영화인 "어벤져스: 인피니티 워" (2018)와 "어벤져스: 엔드게임" (2019)으로 이루어져 있다. 페이즈 1부터 페이즈 3까지의 영화를 통틀어 "인피니티 사가"(영어: The Infinity Saga)라고 부른다.
마블 코믹스의 다양한 설정을 각색한 영화로 구성된 시리즈이기 때문에 여러 주연 배우가 있다. 로버트 다우니 주니어는 "아이언맨" (2008), "아이언맨 2" (2010), "아이언맨 3" (2013)에서 토니 스타크 / 아이언맨 역을 맡아 주연을 연기하였다. 크리스 에번스는 "퍼스트 어벤져" (2011), "캡틴 아메리카: 윈터 솔져" (2014), "캡틴 아메리카: 시빌 워" (2016)에서 스티브 로저스 / 캡틴 아메리카 역을 맡아 주연을 연기하였다. 크리스 헴스워스는 "토르: 천둥의 신 (2011), "토르: 다크 월드" (2013), "토르: 라그나로크" (2017)에서 토르 역을 맡아 주연을 연기하였다. 세 배우는 모두 "어벤져스" (2012), "어벤져스: 에이지 오브 울트론 (2015), "어벤져스: 인피니티 워" (2018), "어벤져스: 엔드게임" (2019)에서 본인의 역할로 출연하였다. 에드워드 노턴은 "인크레더블 헐크" (2008)에서 브루스 배너 / 헐크 역을 맡아 단독 영화에 출연하였지만, 이후 영화에서 역할을 반복하지 않았으며 해당 캐릭터와 관련된 모든 후속 영화에서 마크 러펄로로 대체되었다. 크리스 프랫은 "가디언즈 오브 갤럭시" (2014)와 그 후속작인 "가디언즈 오브 갤럭시 Vol. 2" (2017)에서 피터 퀼 / 스타로드 역을 맡아 주연을 연기하였다. 폴 러드, 마이클 더글러스, 에번젤린 릴리가 공동출연한 "앤트맨" (2015)과 "앤트맨과 와스프" (2018)에서 각각 스콧 랭 / 앤트맨, 행크 핌 / 앤트맨, 호프 밴 다인 / 와스프 역으로 출연하였다.
베네딕트 컴버배치는 "닥터 스트레인지" (2016)에서 스티븐 스트레인지 역, 톰 홀랜드는 "스파이더맨: 홈커밍" (2017), "스파이더맨: 파 프롬 홈" (2017)에서 피터 파커 / 스파이더맨 역, 채드윅 보즈먼은 "블랙 팬서" (2018)에서 트찰라 / 블랙 팬서 역을 맡아 주연을 연기하였다. 브리 라슨은 "캡틴 마블" (2019)에서 캐롤 댄버스 / 캡틴 마블 역을 맡아 주연을 연기하였다. 크리스 프랫, 베네딕트 컴버배치, 톰 홀랜드, 채드윅 보즈먼은 "어벤져스: 인피니티 워"와 "어벤져스: 엔드게임"에도 등장하며, 폴 러드, 에번젤린 릴리, 브리 라슨은 "어벤져스: 엔드게임"에도 등장한다.
새뮤얼 L. 잭슨은 "어벤져스"에 공동 출연하기 전에 시리즈의 여러 초기 영화에서 닉 퓨리 역할로 카메오 또는 조연으로 출연했다. 그는 이후 영화에서도 계속해서 조연 역할을 할 것이다. 조시 브롤린은 인피니티 사가의 주요 악당 타노스 역할을 맡아 연기하였다. 이 캐릭터는 "어벤져스"에서 데이미언 포이티어가 연기한 후 조시 브롤린이 배역을 맡아 "가디언즈 오브 갤럭시"에서 첫 등장하였다.

## 페이즈 1
| 캐릭터                                           | 2008                   | 2008                      | 2010                   | 2011                    | 2011                   | 2012                    |
| 캐릭터                                           | "아이언맨"             | "인크레더블 헐크"         | "아이언맨 2"           | "토르: 천둥의 신"       | "퍼스트 어벤져"        | "어벤져스"              |
| "아이언맨"에서 첫 등장                           | "아이언맨"에서 첫 등장 | "아이언맨"에서 첫 등장    | "아이언맨"에서 첫 등장 | "아이언맨"에서 첫 등장  | "아이언맨"에서 첫 등장 | "아이언맨"에서 첫 등장  |
| ------------------------------------------------ | ---------------------- | ------------------------- | ---------------------- | ----------------------- | ---------------------- | ----------------------- |
| 필 콜슨3 DS MT OS                                | 클라크 그레그          |                           | 클라크 그레그          | 클라크 그레그           |                        | 클라크 그레그           |
| 크리스틴 에버하트DS                              | 레슬리 비브            |                           | 레슬리 비브            |                         |                        |                         |
| 닉 퓨리2 3 MS MT                                 | 새뮤얼 L. 잭슨C        |                           | 새뮤얼 L. 잭슨         | 새뮤얼 L. 잭슨C         | 새뮤얼 L. 잭슨         | 새뮤얼 L. 잭슨          |
| 해럴드 "해피" 호건2 3 4                          | 존 패브로              |                           | 존 패브로              |                         |                        |                         |
| J.A.R.V.I.S.2                                    | 폴 베터니V             |                           | 폴 베터니V             |                         |                        | 폴 베터니V              |
| 버지니아 "페퍼" 포츠2 3                          | 귀네스 팰트로          |                           | 귀네스 팰트로          |                         |                        | 귀네스 팰트로           |
| 라자                                             | 파란 타히르            |                           |                        |                         |                        |                         |
| 제임스 "로디" 로즈2 3 MS                         | 테런스 하워드          |                           | 돈 치들                |                         |                        |                         |
| 윌리엄 긴터 리바3                                | 피터 빌링즐리          |                           |                        |                         |                        |                         |
| 오버다이아 스테인                                | 제프 브리지스          |                           |                        |                         |                        |                         |
| 하워드 스타크2 3 MT OS                           | 제러드 샌더스P         |                           | 존 슬래터리            |                         | 도미닉 쿠퍼            |                         |
| 토니 스타크 아이언맨2 3                          | 로버트 다우니 주니어   | 로버트 다우니 주니어C     | 로버트 다우니 주니어   |                         |                        | 로버트 다우니 주니어    |
| 호 인센2                                         | 숀 토브                |                           |                        |                         |                        |                         |
| "인크레더블 헐크"에서 첫 등장                    |                        |                           |                        |                         |                        |                         |
| 브루스 배너 헐크2 3 4 MS                         |                        | 에드워드 노턴루 퍼리그노V |                        |                         |                        | 마크 러펄로             |
| 에밀 블론스키 어보미네이션4 MS                   |                        | 팀 로스                   |                        |                         |                        |                         |
| 로저 해링턴3                                     |                        | 마틴 스타                 |                        |                         |                        |                         |
| 베티 로스MS                                      |                        | 리브 타일러               |                        |                         |                        |                         |
| 태디어스 "선더볼트" 로스3 4                      |                        | 윌리엄 허트               |                        |                         |                        |                         |
| 레너드 샘슨                                      |                        | 타이 버렐                 |                        |                         |                        |                         |
| 새뮤얼 스턴스                                    |                        | 팀 블레이크 넬슨          |                        |                         |                        |                         |
| "아이언맨 2"에서 첫 등장                         |                        |                           |                        |                         |                        |                         |
| 저스틴 해머OS                                    |                        |                           | 샘 록웰                |                         |                        |                         |
| 피터 파커3 4                                     |                        |                           | [ a ]                  |                         |                        |                         |
| 체스 로버츠                                      |                        |                           | 올리비아 먼            |                         |                        |                         |
| 나타샤 로마노프 나탈리 러시먼 / 블랙 위도우2 3 4 |                        |                           | 스칼렛 요한슨          |                         |                        | 스칼렛 요한슨           |
| 스턴2                                            |                        |                           | 게리 섄들링            |                         |                        |                         |
| 안톤 얀코MT                                      |                        |                           | 예브게니 라자레프      |                         |                        |                         |
| 이반 반코 휘플래시                               |                        |                           | 미키 루크              |                         |                        |                         |
| "토르: 천둥의 신"에서 첫 등장                    |                        |                           |                        |                         |                        |                         |
| 클린트 바턴 호크아이2 3 4 MS                     |                        |                           |                        | 제레미 레너C            |                        | 제레미 레너             |
| 판드랄2 3                                        |                        |                           |                        | 조시 댈러스             |                        |                         |
| 제인 포스터2 3 4                                 |                        |                           |                        | 내털리 포트먼           |                        |                         |
| 프리가2 3                                        |                        |                           |                        | 르네 루소               |                        |                         |
| 헤임달2 3                                        |                        |                           |                        | 이드리스 엘바           |                        |                         |
| 호건2 3                                          |                        |                           |                        | 아사노 타다노부         |                        |                         |
| 라우피                                           |                        |                           |                        | 컴 피오                 |                        |                         |
| 다시 루이스2 MS                                  |                        |                           |                        | 캣 데닝스               |                        |                         |
| 로키2 3                                          |                        |                           |                        | 톰 히들스턴             |                        | 톰 히들스턴             |
| 오딘2 3                                          |                        |                           |                        | 앤서니 홉킨스           |                        |                         |
| 에릭 셀빅2                                       |                        |                           |                        | 스텔란 스카르스고르드   |                        | 스텔란 스카르스고르드   |
| 시프2 4 MS MT                                    |                        |                           |                        | 제이미 알렉산더         |                        |                         |
| 재스퍼 싯웰2 3 OS MT                             |                        |                           |                        | 막시밀리아노 에르난데스 |                        | 막시밀리아노 에르난데스 |
| 토르2 3 4                                        |                        |                           |                        | 크리스 헴스워스         |                        | 크리스 헴스워스         |
| 볼스타그2 3                                      |                        |                           |                        | 레이 스티븐슨           |                        |                         |
| "퍼스트 어벤져"에서 첫 등장                      |                        |                           |                        |                         |                        |                         |
| 제임스 "버키" 반스2 3 MS                         |                        |                           |                        |                         | 세바스티안 스탄        |                         |
| 브랜트                                           |                        |                           |                        |                         | 마이클 브랜던          |                         |
| 페기 카터2 3 OS MT                               |                        |                           |                        |                         | 헤일리 앳웰            |                         |
| 자크 데르니에                                    |                        |                           |                        |                         | 브루노 리치            |                         |
| 티머시 "덤 덤" 듀건OS MT                         |                        |                           |                        |                         | 닐 맥도너              |                         |
| 에이브러햄 어스킨                                |                        |                           |                        |                         | 스탠리 투치            |                         |
| 제임스 몽고메리 폴스워스                         |                        |                           |                        |                         | JJ 필드                |                         |
| 길모어 호지                                      |                        |                           |                        |                         | 렉스 슈라프넬          |                         |
| 게이브 존스                                      |                        |                           |                        |                         | 데릭 루크              |                         |
| 하인츠 크루거                                    |                        |                           |                        |                         | 리처드 아미티지        |                         |
| 짐 모리타MT                                      |                        |                           |                        |                         | 케네스 최              |                         |
| 체스터 필립스                                    |                        |                           |                        |                         | 토미 리 존스           |                         |
| 스티브 로저스 캡틴 아메리카2 3                   |                        |                           |                        |                         | 크리스 에번스          | 크리스 에번스           |
| 요한 슈미트 레드 스컬3                           |                        |                           |                        |                         | 휴고 위빙              |                         |
| 아르님 졸라2 MT                                  |                        |                           |                        |                         | 토비 존스              |                         |
| "어벤져스"에서 첫 등장                           |                        |                           |                        |                         |                        |                         |
| 베스                                             |                        |                           |                        |                         |                        | 애슐리 존슨             |
| 홀리2                                            |                        |                           |                        |                         |                        | 제니 애거터             |
| 마리아 힐2 3 MT                                  |                        |                           |                        |                         |                        | 코비 스멀더스           |
| 조르지 루코프                                    |                        |                           |                        |                         |                        | 예지 스콜리모프스키     |
| 기디언 맬릭MT                                    |                        |                           |                        |                         |                        | 파워스 부스             |
| 타노스2 3                                        |                        |                           |                        |                         |                        | 데이미언 포이티어       |
| 디 아더2                                         |                        |                           |                        |                         |                        | 알렉시스 데니소프       |

## 페이즈 2
| 캐릭터                                             | 2013                 | 2013                            | 2014                       | 2014                   | 2015                           | 2015                  |
| 캐릭터                                             | "아이언맨 3"         | "토르: 다크 월드"               | "캡틴 아메리카: 윈터 솔져" | "가디언즈 오브 갤럭시" | "어벤져스: 에이지 오브 울트론" | "앤트맨"              |
| 페이즈 1에서 첫 등장                               | 페이즈 1에서 첫 등장 | 페이즈 1에서 첫 등장            | 페이즈 1에서 첫 등장       | 페이즈 1에서 첫 등장   | 페이즈 1에서 첫 등장           | 페이즈 1에서 첫 등장  |
| -------------------------------------------------- | -------------------- | ------------------------------- | -------------------------- | ---------------------- | ------------------------------ | --------------------- |
| 브루스 배너 헐크3 4 MS                             | 마크 러펄로C         |                                 |                            |                        | 마크 러펄로                    |                       |
| 제임스 "버키" 반스 윈터 솔저3 MS                   |                      |                                 | 세바스티안 스탄            |                        |                                | 세바스티안 스탄C      |
| 클린트 바턴 호크아이3 4 MS                         |                      |                                 |                            |                        | 제레미 레너                    |                       |
| 페기 카터3 MT OS                                   |                      |                                 | 헤일리 앳웰                |                        | 헤일리 앳웰                    | 헤일리 앳웰           |
| 판드랄3                                            |                      | 재커리 리바이                   |                            |                        |                                |                       |
| 제인 포스터3 4                                     |                      | 내털리 포트먼                   |                            |                        |                                |                       |
| 프리가3                                            |                      | 르네 루소                       |                            |                        |                                |                       |
| 닉 퓨리3 MS MT                                     |                      |                                 | 새뮤얼 L. 잭슨             |                        | 새뮤얼 L. 잭슨                 |                       |
| 홀리                                               |                      |                                 | 제니 애거터                |                        |                                |                       |
| 헤임달3                                            |                      | 이드리스 엘바                   |                            |                        | 이드리스 엘바                  |                       |
| 마리아 힐3 MT                                      |                      |                                 | 코비 스멀더스              |                        | 코비 스멀더스                  |                       |
| 해럴드 "해피" 호건3 4                              | 존 패브로            |                                 |                            |                        |                                |                       |
| 호건3                                              |                      | 아사노 타다노부                 |                            |                        |                                |                       |
| J.A.R.V.I.S.                                       | 폴 베터니V           |                                 |                            |                        | 폴 베터니V                     |                       |
| 다시 루이스MS                                      |                      | 캣 데닝스                       |                            |                        |                                |                       |
| 로키3                                              |                      | 톰 히들스턴                     |                            |                        |                                |                       |
| 오딘3                                              |                      | 앤서니 홉킨스                   |                            |                        |                                |                       |
| 버지니아 "페퍼" 포츠3                              | 귀네스 팰트로        |                                 |                            |                        |                                |                       |
| 제임스 "로디" 로즈 워 머신 / 아이언 패트리어트3 MS | 돈 치들              |                                 |                            |                        | 돈 치들                        |                       |
| 스티브 로저스 캡틴 아메리카3                       |                      | 크리스 에번스C                  | 크리스 에번스              |                        | 크리스 에번스                  | 크리스 에번스C        |
| 나타샤 로마노프 블랙 위도우3 4                     |                      |                                 | 스칼렛 요한슨              |                        | 스칼렛 요한슨                  |                       |
| 에릭 셀빅                                          |                      | 스텔란 스카르스고르드           |                            |                        | 스텔란 스카르스고르드          |                       |
| 시프4 MS MT                                        |                      | 제이미 알렉산더                 |                            |                        |                                |                       |
| 재스퍼 싯웰3 MT OS                                 |                      |                                 | 막시밀리아노 에르난데스    |                        |                                |                       |
| 하워드 스타크3 MT OS                               |                      |                                 |                            |                        |                                | 존 슬래터리           |
| 토니 스타크 아이언맨3                              | 로버트 다우니 주니어 |                                 |                            |                        | 로버트 다우니 주니어           |                       |
| 스턴                                               |                      |                                 | 게리 섄들링                |                        |                                |                       |
| 타노스3                                            |                      |                                 |                            | 조시 브롤린C           | 조시 브롤린C                   |                       |
| 디 아더                                            |                      |                                 |                            | 알렉시스 데니소프      |                                |                       |
| 토르3 4                                            |                      | 크리스 헴스워스                 |                            |                        | 크리스 헴스워스                |                       |
| 볼스타그3                                          |                      | 레이 스티븐슨                   |                            |                        |                                |                       |
| 호 인센                                            | 숀 토브              |                                 |                            |                        |                                |                       |
| 아르님 졸라MT                                      |                      |                                 | 토비 존스                  |                        |                                |                       |
| "아이언맨 3"에서 첫 등장                           |                      |                                 |                            |                        |                                |                       |
| 엘런 브랜트                                        | 스테퍼니 쇼스택      |                                 |                            |                        |                                |                       |
| 매슈 엘리스MT DS                                   | 윌리엄 새들러        |                                 |                            |                        |                                |                       |
| 마야 핸슨                                          | 리베카 홀            |                                 |                            |                        |                                |                       |
| 할리 키너3                                         | 타이 심프킨스        |                                 |                            |                        |                                |                       |
| 올드리치 킬리언                                    | 가이 피어스          |                                 |                            |                        |                                |                       |
| 로드리게스                                         | 미겔 페러            |                                 |                            |                        |                                |                       |
| 에릭 사빈                                          | 제임스 배지 데일     |                                 |                            |                        |                                |                       |
| 트레버 슬래터리4 OS                                | 벤 킹즐리            |                                 |                            |                        |                                |                       |
| 잭 태거트                                          | 애슐리 해밀턴        |                                 |                            |                        |                                |                       |
| 우                                                 | 왕쉐치               |                                 |                            |                        |                                |                       |
| "토르: 다크 월드"에서 첫 등장                      |                      |                                 |                            |                        |                                |                       |
| 알그림 커스                                        |                      | 애디왈레이 애키누에이아그바제이 |                            |                        |                                |                       |
| 보르                                               |                      | 토니 커런                       |                            |                        |                                |                       |
| 이언 부스비                                        |                      | 조너선 하워드                   |                            |                        |                                |                       |
| 카리나                                             |                      | 오필리아 로비본드C              |                            | 오필리아 로비본드      |                                |                       |
| 에이르                                             |                      | 앨리스 크리거                   |                            |                        |                                |                       |
| 말레키스                                           |                      | 크리스토퍼 에클스턴             |                            |                        |                                |                       |
| 리처드                                             |                      | 크리스 오다우드                 |                            |                        |                                |                       |
| 타넬리어 티번 더 컬렉터3                           |                      | 베니치오 델 토로C               |                            | 베니치오 델 토로       |                                |                       |
| 티르                                               |                      | 클라이브 러셀                   |                            |                        |                                |                       |
| "캡틴 아메리카: 윈터 솔져"에서 첫 등장             |                      |                                 |                            |                        |                                |                       |
| 조르주 바트록MS                                    |                      |                                 | 조르주 생피에르            |                        |                                |                       |
| 샤론 카터 에이전트 133 MS                          |                      |                                 | 에밀리 밴캠프              |                        |                                |                       |
| 캐머런 클라인                                      |                      |                                 | 에런 히멜스타인            |                        | 에런 히멜스타인                |                       |
| 리스트MT                                           |                      |                                 | 헨리 굿먼C                 |                        | 헨리 굿먼                      |                       |
| 피에트로 막시모프MS                                |                      |                                 | 에런 테일러존슨C           |                        | 에런 테일러존슨                |                       |
| 완다 막시모프3 4 MS                                |                      |                                 | 엘리자베스 올슨C           |                        | 엘리자베스 올슨                |                       |
| 알렉산더 피어스3                                   |                      |                                 | 로버트 레드퍼드            |                        |                                |                       |
| 잭 롤린스3 MS                                      |                      |                                 | 캘런 멀비                  |                        |                                |                       |
| 브록 럼로우3 MS                                    |                      |                                 | 프랭크 그릴로              |                        |                                |                       |
| 볼프강 폰 스트러커MT                               |                      |                                 | 토마스 크레치만C           |                        | 토마스 크레치만                |                       |
| 샘 윌슨 팔콘3 MS                                   |                      |                                 | 앤서니 매키                |                        | 앤서니 매키                    | 앤서니 매키           |
| "가디언즈 오브 갤럭시"에서 첫 등장                 |                      |                                 |                            |                        |                                |                       |
| 베리트                                             |                      |                                 |                            | 멜리아 크레일링        |                                |                       |
| 브로커                                             |                      |                                 |                            | 크리스토퍼 페어뱅크    |                                |                       |
| 코스모                                             |                      |                                 |                            | 프레드C                |                                |                       |
| 로만 데이                                          |                      |                                 |                            | 존 C. 라일리           |                                |                       |
| 드랙스 더 디스트로이어3 4 MS                       |                      |                                 |                            | 데이브 바티스타        |                                |                       |
| 가모라3                                            |                      |                                 |                            | 조이 샐다나            |                                |                       |
| 그루트3 4 MS                                       |                      |                                 |                            | 빈 디젤V               |                                |                       |
| 하워드 더 덕3                                      |                      |                                 |                            | 세스 그린V C           |                                |                       |
| 코라스3                                            |                      |                                 |                            | 자이먼 혼수            |                                |                       |
| 크래글린 오브폰테리3                               |                      |                                 |                            | 숀 건                  |                                |                       |
| 네뷸라3 4 MS                                       |                      |                                 |                            | 캐런 길런              |                                |                       |
| 메러디스 퀼3                                       |                      |                                 |                            | 로라 해덕              |                                |                       |
| 퀼 할아버지3                                       |                      |                                 |                            | 그레그 헨리            |                                |                       |
| 피터 퀼 스타로드3 4 MS                             |                      |                                 |                            | 크리스 프랫            |                                |                       |
| 이라니 라엘 노바 프라임                            |                      |                                 |                            | 글렌 클로스            |                                |                       |
| 로켓3 4 MS                                         |                      |                                 |                            | 브래들리 쿠퍼V숀 건MC  |                                |                       |
| 로넌 더 애큐저3                                    |                      |                                 |                            | 리 페이스              |                                |                       |
| 가산 살                                            |                      |                                 |                            | 피터 세러피너위치      |                                |                       |
| 욘두 우돈타3                                       |                      |                                 |                            | 마이클 루커            |                                |                       |
| "어벤져스: 에이지 오브 울트론"에서 첫 등장         |                      |                                 |                            |                        |                                |                       |
| 쿠퍼 바턴3 MS                                      |                      |                                 |                            |                        | 벤 사카모토                    |                       |
| 로라 바턴3                                         |                      |                                 |                            |                        | 린다 카델리니                  |                       |
| 릴라 바턴3 MS                                      |                      |                                 |                            |                        | 이저벨라 포인턴, 이모겐 포인턴 |                       |
| 헬렌 조                                            |                      |                                 |                            |                        | 수현                           |                       |
| F.R.I.D.A.Y.3                                      |                      |                                 |                            |                        | 케리 콘던V                     |                       |
| 율리시스 클로3                                     |                      |                                 |                            |                        | 앤디 서키스                    |                       |
| 울트론                                             |                      |                                 |                            |                        | 제임스 스페이더                |                       |
| 비전3 MS                                           |                      |                                 |                            |                        | 폴 베터니                      |                       |
| "앤트맨"에서 첫 등장                               |                      |                                 |                            |                        |                                |                       |
| 미첼 카슨                                          |                      |                                 |                            |                        |                                | 마틴 도너번           |
| 대런 크로스 옐로재킷DS                             |                      |                                 |                            |                        |                                | 코리 스톨             |
| 데일                                               |                      |                                 |                            |                        |                                | 그레그 터킹턴         |
| 데이브3                                            |                      |                                 |                            |                        |                                | 팁 "T.I." 해리스      |
| 게일                                               |                      |                                 |                            |                        |                                | 우드 해리스           |
| 커트3                                              |                      |                                 |                            |                        |                                | 데이비드 다스트말치안 |
| 캐시 랭3                                           |                      |                                 |                            |                        |                                | 애비 라이더 포트슨    |
| 스콧 랭 앤트맨3 DS                                 |                      |                                 |                            |                        |                                | 폴 러드               |
| 루이스3                                            |                      |                                 |                            |                        |                                | 마이클 페냐           |
| 매기3                                              |                      |                                 |                            |                        |                                | 주디 그리어           |
| 짐 팩스턴3                                         |                      |                                 |                            |                        |                                | 보비 카나베일         |
| 행크 핌 앤트맨3                                    |                      |                                 |                            |                        |                                | 마이클 더글러스       |
| 호프 밴 다인3                                      |                      |                                 |                            |                        |                                | 에번젤린 릴리         |
| 재닛 밴 다인 와스프3                               |                      |                                 |                            |                        |                                | 헤일리 러빗           |

## 페이즈 3
| 캐릭터                                    | 2016                     | 2016                 | 2017                          | 2017                       | 2017                            | 2018                        | 2018                    | 2018                  | 2019                 | 2019                     | 2019                       |
| 캐릭터                                    | "캡틴 아메리카: 시빌 워" | "닥터 스트레인지"    | "가디언즈 오브 갤럭시 Vol. 2" | "스파이더맨: 홈커밍"       | "토르: 라그나로크"              | "블랙 팬서"                 | "어벤져스: 인피니티 워" | "앤트맨과 와스프"     | "캡틴 마블"          | "어벤져스: 엔드게임"     | "스파이더맨: 파 프롬 홈"   |
| 페이즈 1에서 첫 등장                      | 페이즈 1에서 첫 등장     | 페이즈 1에서 첫 등장 | 페이즈 1에서 첫 등장          | 페이즈 1에서 첫 등장       | 페이즈 1에서 첫 등장            | 페이즈 1에서 첫 등장        | 페이즈 1에서 첫 등장    | 페이즈 1에서 첫 등장  | 페이즈 1에서 첫 등장 | 페이즈 1에서 첫 등장     | 페이즈 1에서 첫 등장       |
| ----------------------------------------- | ------------------------ | -------------------- | ----------------------------- | -------------------------- | ------------------------------- | --------------------------- | ----------------------- | --------------------- | -------------------- | ------------------------ | -------------------------- |
| 브루스 배너 헐크4 MS                      |                          |                      |                               |                            | 마크 러펄로                     |                             | 마크 러펄로             |                       | 마크 러펄로C         | 마크 러펄로              |                            |
| 제임스 "버키" 반스 윈터 솔저MS            | 세바스티안 스탄          |                      |                               |                            |                                 | 세바스티안 스탄C            | 세바스티안 스탄         |                       |                      | 세바스티안 스탄          |                            |
| 블린트 바턴 호크아이4 MS                  | 제레미 레너              |                      |                               |                            |                                 |                             |                         |                       |                      | 제레미 레너              |                            |
| 페기 카터MT OS                            |                          |                      |                               |                            |                                 |                             |                         |                       |                      | 헤일리 앳웰              |                            |
| 필 콜슨DS MT OS                           |                          |                      |                               |                            |                                 |                             |                         |                       | 클라크 그레그        |                          |                            |
| 판드랄                                    |                          |                      |                               |                            | 재커리 리바이                   |                             |                         |                       |                      |                          |                            |
| 제인 포스터4                              |                          |                      |                               |                            |                                 |                             |                         |                       |                      | 내털리 포트먼            |                            |
| 프리가                                    |                          |                      |                               |                            |                                 |                             |                         |                       |                      | 르네 루소                |                            |
| 닉 퓨리MS MT                              |                          |                      |                               |                            |                                 |                             | 새뮤얼 L. 잭슨C         |                       | 새뮤얼 L. 잭슨       | 새뮤얼 L. 잭슨           | 새뮤얼 L. 잭슨             |
| 헤임달                                    |                          |                      |                               |                            | 이드리스 엘바                   |                             | 이드리스 엘바           |                       |                      |                          |                            |
| 마리아 힐MT                               |                          |                      |                               |                            |                                 |                             | 코비 스멀더스C          |                       |                      | 코비 스멀더스            | 코비 스멀더스              |
| 해럴드 "해피" 호건4                       |                          |                      |                               | 존 패브로                  |                                 |                             |                         |                       |                      | 존 패브로                | 존 패브로                  |
| 로저 해링턴                               |                          |                      |                               | 마틴 스타                  |                                 |                             |                         |                       |                      |                          | 마틴 스타                  |
| 호건                                      |                          |                      |                               |                            | 아사노 타다노부                 |                             |                         |                       |                      |                          |                            |
| 로키                                      |                          |                      |                               |                            | 톰 히들스턴                     |                             | 톰 히들스턴             |                       |                      |                          |                            |
| 오딘                                      |                          |                      |                               |                            | 앤서니 홉킨스                   |                             |                         |                       |                      |                          |                            |
| 버지니아 "페퍼" 포츠                      |                          |                      |                               | 귀네스 팰트로              |                                 |                             | 귀네스 팰트로           |                       |                      | 귀네스 팰트로            |                            |
| 제임스 "로디" 로즈 워 머신MS              | 돈 치들                  |                      |                               |                            |                                 |                             | 돈 치들                 |                       | 돈 치들C             | 돈 치들                  |                            |
| 윌리엄 긴터 리바                          |                          |                      |                               |                            |                                 |                             |                         |                       |                      |                          | 피터 빌링즐리              |
| 스티브 로저스 캡틴 아메리카               | 크리스 에번스            |                      |                               | 크리스 에번스              |                                 |                             | 크리스 에번스           |                       | 크리스 에번스C       | 크리스 에번스            |                            |
| 나타샤 로마노프 블랙 위도우4              | 스칼렛 요한슨            |                      |                               |                            | 스칼렛 요한슨A                  |                             | 스칼렛 요한슨           |                       | 스칼렛 요한슨C       | 스칼렛 요한슨            |                            |
| 태디어스 "선더볼트" 로스4                 | 윌리엄 허트              |                      |                               |                            |                                 |                             | 윌리엄 허트             |                       |                      | 윌리엄 허트              |                            |
| 요한 슈미트 레드 스컬                     |                          |                      |                               |                            |                                 |                             | 로스 마퀀드V            |                       |                      | 로스 마퀀드V             |                            |
| 재스퍼 싯웰MT OS                          |                          |                      |                               |                            |                                 |                             |                         |                       |                      | 막시밀리아노 에르난데스  |                            |
| 오버다이아 스테인                         |                          |                      |                               |                            |                                 |                             |                         |                       |                      |                          | 제프 브리지스A             |
| 하워드 스타크MT OS                        | 존 슬래터리              |                      |                               |                            |                                 |                             |                         |                       |                      | 존 슬래터리              |                            |
| 토니 스타크 아이언맨                      | 로버트 다우니 주니어     |                      |                               | 로버트 다우니 주니어       |                                 |                             | 로버트 다우니 주니어    |                       |                      | 로버트 다우니 주니어     | 로버트 다우니 주니어A      |
| 타노스                                    |                          |                      |                               |                            |                                 |                             | 조시 브롤린             |                       |                      | 조시 브롤린              |                            |
| 토르4                                     |                          | 크리스 헴스워스C     |                               |                            | 크리스 헴스워스                 |                             | 크리스 헴스워스         |                       |                      | 크리스 헴스워스          |                            |
| 볼스타그                                  |                          |                      |                               |                            | 레이 스티븐슨                   |                             |                         |                       |                      |                          |                            |
| 페이지 2에서 첫 등장                      |                          |                      |                               |                            |                                 |                             |                         |                       |                      |                          |                            |
| 쿠퍼 바턴MS                               |                          |                      |                               |                            |                                 |                             |                         |                       |                      | 벤 사카모토              |                            |
| 로라 바턴                                 |                          |                      |                               |                            |                                 |                             |                         |                       |                      | 린다 카델리니            |                            |
| 릴라 바턴MS                               |                          |                      |                               |                            |                                 |                             |                         |                       |                      | 에이바 루소              |                            |
| 샤론 카터MS                               | 에밀리 밴캠프            |                      |                               |                            |                                 |                             |                         |                       |                      |                          |                            |
| 데이브                                    |                          |                      |                               |                            |                                 |                             |                         | 팁 "T.I." 해리스      |                      |                          |                            |
| 드랙스 더 디스트로이어4 MS                |                          |                      | 데이브 바티스타               |                            |                                 |                             | 데이브 바티스타         |                       |                      | 데이브 바티스타          |                            |
| F.R.I.D.A.Y.                              | 케리 콘던V               |                      |                               | 케리 콘던V                 |                                 |                             | 케리 콘던V              |                       |                      | 케리 콘던V               |                            |
| 가모라                                    |                          |                      | 조이 샐다나                   |                            |                                 |                             | 조이 샐다나             |                       |                      |                          |                            |
| 그루트4 MS                                |                          |                      | 빈 디젤V                      |                            |                                 |                             | 빈 디젤V테리 노터리MC   |                       |                      | 빈 디젤V테리 노터리MC    |                            |
| 하워드 더 덕                              |                          |                      | 세스 그린V                    |                            |                                 |                             |                         |                       |                      |                          |                            |
| 할리 키너                                 |                          |                      |                               |                            |                                 |                             |                         |                       |                      | 타이 심프킨스            |                            |
| 율리시스 클로                             |                          |                      |                               |                            |                                 | 앤디 서키스                 |                         |                       |                      |                          |                            |
| 코라스                                    |                          |                      |                               |                            |                                 |                             |                         |                       | 자이먼 혼수          |                          |                            |
| 크래글린 오브폰테리                       |                          |                      | 숀 건                         |                            |                                 |                             |                         |                       |                      | 숀 건                    |                            |
| 커트                                      |                          |                      |                               |                            |                                 |                             |                         | 데이비드 다스트말치안 |                      |                          |                            |
| 캐시 랭                                   |                          |                      |                               |                            |                                 |                             |                         | 애비 라이더 포트슨    |                      | 에마 퍼먼                |                            |
| 스콧 랭 앤트맨DS                          | 폴 러드                  |                      |                               |                            |                                 |                             |                         | 폴 러드               |                      | 폴 러드                  |                            |
| 루이스                                    |                          |                      |                               |                            |                                 |                             |                         | 마이클 페냐           |                      |                          |                            |
| 매기                                      |                          |                      |                               |                            |                                 |                             |                         | 주디 그리어           |                      |                          |                            |
| 완다 막시모프4 MS                         | 엘리자베스 올슨          |                      |                               |                            |                                 |                             | 엘리자베스 올슨         |                       |                      | 엘리자베스 올슨          |                            |
| 네뷸라4 MS                                |                          |                      | 캐런 길런                     |                            |                                 |                             | 캐런 길런               |                       |                      | 캐런 길런                |                            |
| 짐 팩스턴                                 |                          |                      |                               |                            |                                 |                             |                         | 보비 카나베일         |                      |                          |                            |
| 알렉산더 피어스                           |                          |                      |                               |                            |                                 |                             |                         |                       |                      | 로버트 레드퍼드          |                            |
| 행크 핌                                   |                          |                      |                               |                            |                                 |                             |                         | 마이클 더글러스       |                      | 마이클 더글러스          |                            |
| 메러디스 퀼                               |                          |                      | 로라 해덕                     |                            |                                 |                             |                         |                       |                      |                          |                            |
| 퀼 할아버지                               |                          |                      | 그레그 헨리                   |                            |                                 |                             |                         |                       |                      |                          |                            |
| 피터 퀼 스타로드4 MS                      |                          |                      | 크리스 프랫                   |                            |                                 |                             | 크리스 프랫             |                       |                      | 크리스 프랫              |                            |
| 로켓4 MS                                  |                          |                      | 브래들리 쿠퍼V숀 건MC         |                            |                                 |                             | 브래들리 쿠퍼V숀 건MC   |                       |                      | 브래들리 쿠퍼V숀 건MC    |                            |
| 잭 롤린스                                 |                          |                      |                               |                            |                                 |                             |                         |                       |                      | 캘런 멀비                |                            |
| 로넌 더 애큐저                            |                          |                      |                               |                            |                                 |                             |                         |                       | 리 페이스            |                          |                            |
| 브록 럼로우                               | 프랭크 그릴로            |                      |                               |                            |                                 |                             |                         |                       |                      | 프랭크 그릴로            |                            |
| 타넬리어 티번 더 컬렉터                   |                          |                      |                               |                            |                                 |                             | 베니치오 델 토로        |                       |                      |                          |                            |
| 욘두 우돈타                               |                          |                      | 마이클 루커                   |                            |                                 |                             |                         |                       |                      |                          |                            |
| 호프 밴 다인 와스프                       |                          |                      |                               |                            |                                 |                             |                         | 에번젤린 릴리         |                      | 에번젤린 릴리            |                            |
| 재닛 밴 다인                              |                          |                      |                               |                            |                                 |                             |                         | 미셸 파이퍼           |                      | 미셸 파이퍼              |                            |
| 비전MS                                    | 폴 베터니                |                      |                               |                            |                                 |                             | 폴 베터니               |                       |                      |                          |                            |
| 샘 윌슨 팔콘MS                            | 앤서니 매키              |                      |                               |                            |                                 |                             | 앤서니 매키             |                       |                      | 앤서니 매키              |                            |
| " 에이전트 카터 "에서 첫 등장             |                          |                      |                               |                            |                                 |                             |                         |                       |                      |                          |                            |
| 에드윈 자비스                             |                          |                      |                               |                            |                                 |                             |                         |                       |                      | 제임스 다시              |                            |
| "캡틴 아메리카: 시빌 워"에서 첫 등장      |                          |                      |                               |                            |                                 |                             |                         |                       |                      |                          |                            |
| 아요MS                                    | 플로렌스 카숨바          |                      |                               |                            |                                 | 플로렌스 카숨바             | 플로렌스 카숨바         |                       |                      |                          |                            |
| 트차카                                    | 존 카니                  |                      |                               |                            |                                 | 존 카니아탄드와 카니Y       |                         |                       |                      |                          |                            |
| 트찰라 블랙 팬서                          | 채드윅 보즈먼            |                      |                               |                            |                                 | 채드윅 보즈먼               | 채드윅 보즈먼           |                       |                      | 채드윅 보즈먼            |                            |
| 메이 파커4                                | 머리사 토메이            |                      |                               | 머리사 토메이              |                                 |                             |                         |                       |                      | 머리사 토메이            | 머리사 토메이              |
| 피터 파커 스파이더맨4                     | 톰 홀랜드                |                      |                               | 톰 홀랜드                  |                                 |                             | 톰 홀랜드               |                       |                      | 톰 홀랜드                | 톰 홀랜드                  |
| 에버렛 K. 로스                            | 마틴 프리먼              |                      |                               |                            |                                 | 마틴 프리먼                 |                         |                       |                      |                          |                            |
| 미리암 샤프                               | 앨프리 우더드            |                      |                               |                            |                                 |                             |                         |                       |                      |                          |                            |
| 마리아 스타크                             | 호프 데이비스            |                      |                               |                            |                                 |                             |                         |                       |                      |                          |                            |
| 헬무트 제모MS                             | 다니엘 브륄              |                      |                               |                            |                                 |                             |                         |                       |                      |                          |                            |
| "닥터 스트레인지"에서 첫 등장             |                          |                      |                               |                            |                                 |                             |                         |                       |                      |                          |                            |
| 에인션트 원                               |                          | 틸다 스윈턴          |                               |                            |                                 |                             |                         |                       |                      | 틸다 스윈턴              |                            |
| 도르마무                                  |                          | 베네딕트 컴버배치    |                               |                            |                                 |                             |                         |                       |                      |                          |                            |
| 대니얼 드럼                               |                          | 마크 앤서니 브라이턴 |                               |                            |                                 |                             |                         |                       |                      |                          |                            |
| 하미르                                    |                          | 토호 레스니위로      |                               |                            |                                 |                             |                         |                       |                      |                          |                            |
| 케실리우스                                |                          | 마스 미켈센          |                               |                            |                                 |                             |                         |                       |                      |                          |                            |
| 루시언 애스터                             |                          | 스콧 애드킨스        |                               |                            |                                 |                             |                         |                       |                      |                          |                            |
| 티나 미노루MT                             |                          | 린다 루이즈 듀앤     |                               |                            |                                 |                             |                         |                       |                      |                          |                            |
| 카를 모르도4                              |                          | 추이텔 에지오포      |                               |                            |                                 |                             |                         |                       |                      |                          |                            |
| 크리스틴 파머                             |                          | 레이철 매캐덤스      |                               |                            |                                 |                             |                         |                       |                      |                          |                            |
| 조너선 팽본                               |                          | 벤저민 브랫          |                               |                            |                                 |                             |                         |                       |                      |                          |                            |
| 스티븐 스트레인지4                        |                          | 베네딕트 컴버배치    |                               |                            | 베네딕트 컴버배치               |                             | 베네딕트 컴버배치       |                       |                      | 베네딕트 컴버배치        |                            |
| 니코데무스 웨스트                         |                          | 마이클 스털버그      |                               |                            |                                 |                             |                         |                       |                      |                          |                            |
| 웡4                                       |                          | 베네딕트 웡          |                               |                            |                                 |                             | 베네딕트 웡             |                       |                      | 베네딕트 웡              |                            |
| "가디언즈 오브 갤럭시 Vol. 2"에서 첫 등장 |                          |                      |                               |                            |                                 |                             |                         |                       |                      |                          |                            |
| 아이샤                                    |                          |                      | 엘리자베스 데비키             |                            |                                 |                             |                         |                       |                      |                          |                            |
| 브롤                                      |                          |                      | 스티븐 블랙하트               |                            |                                 |                             |                         |                       |                      |                          |                            |
| 찰리27                                    |                          |                      | 빙 레임스                     |                            |                                 |                             |                         |                       |                      |                          |                            |
| 에고                                      |                          |                      | 커트 러셀                     |                            |                                 |                             |                         |                       |                      |                          |                            |
| 게프 더 라바저                            |                          |                      | 스티브 에이지                 |                            |                                 |                             |                         |                       |                      |                          |                            |
| 하프넛                                    |                          |                      | 지미 유린                     |                            |                                 |                             |                         |                       |                      |                          |                            |
| 메인프레임                                |                          |                      | 마일리 사이러스V C            |                            |                                 |                             |                         |                       |                      |                          |                            |
| 맨티스4 MS                                |                          |                      | 폼 클레멘티에프               |                            |                                 |                             | 폼 클레멘티에프         |                       |                      | 폼 클레멘티에프          |                            |
| 마티넥스                                  |                          |                      | 마이클 로젠바움               |                            |                                 |                             |                         |                       |                      |                          |                            |
| 나르블리크                                |                          |                      | 테런스 로즈모어               |                            |                                 |                             |                         |                       |                      |                          |                            |
| 오블로                                    |                          |                      | 조 프리아                     |                            |                                 |                             |                         |                       |                      |                          |                            |
| 알레타 오고르드                           |                          |                      | 양자경                        |                            |                                 |                             |                         |                       |                      |                          |                            |
| 스타카르 오고르드                         |                          |                      | 실베스터 스탤론               |                            |                                 |                             |                         |                       |                      |                          |                            |
| 레치                                      |                          |                      | 에번 존스                     |                            |                                 |                             |                         |                       |                      |                          |                            |
| 스크로트                                  |                          |                      | 마이크 에스카밀라C            |                            |                                 |                             |                         |                       |                      |                          |                            |
| 테이저페이스                              |                          |                      | 크리스 설리번                 |                            |                                 |                             |                         |                       |                      |                          |                            |
| 털크                                      |                          |                      | 토미 플래너건                 |                            |                                 |                             |                         |                       |                      |                          |                            |
| "스파이더맨: 홈커밍"에서 첫 등장          |                          |                      |                               |                            |                                 |                             |                         |                       |                      |                          |                            |
| 에이브러햄                                |                          |                      |                               | 에이브러햄 아타            |                                 |                             |                         |                       |                      |                          |                            |
| 베티 브랜트4                              |                          |                      |                               | 앵거리 라이스              |                                 |                             |                         |                       |                      |                          | 앵거리 라이스              |
| 잭슨 브라이스 쇼커                        |                          |                      |                               | 로건 마셜그린              |                                 |                             |                         |                       |                      |                          |                            |
| 찰스                                      |                          |                      |                               | 마이클 바비리              |                                 |                             |                         |                       |                      |                          |                            |
| 신디                                      |                          |                      |                               | 티파니 에스펜슨            |                                 |                             | 티파니 에스펜슨         |                       |                      |                          |                            |
| 코브웰                                    |                          |                      |                               | 툰드 아데빔프              |                                 |                             |                         |                       |                      |                          |                            |
| 에런 데이비스                             |                          |                      |                               | 도널드 글러버              |                                 |                             |                         |                       |                      |                          |                            |
| 델마                                      |                          |                      |                               | 헴키 마데라                |                                 |                             |                         |                       |                      |                          |                            |
| 맥 가건                                   |                          |                      |                               | 마이클 맨도                |                                 |                             |                         |                       |                      |                          |                            |
| 햅굿                                      |                          |                      |                               | 존 페닉                    |                                 |                             |                         |                       |                      |                          |                            |
| 앤 마리 호그                              |                          |                      |                               | 타인 데일리                |                                 |                             |                         |                       |                      |                          |                            |
| 제이슨 아이오넬로                         |                          |                      |                               | 호르헤 렌데보르그 후니오르 |                                 |                             |                         |                       |                      |                          | 호르헤 렌데보르그 후니오르 |
| 캐런                                      |                          |                      |                               | 제니퍼 코넬리V             |                                 |                             |                         |                       |                      |                          |                            |
| 네드 리즈4                                |                          |                      |                               | 제이컵 바털론              |                                 |                             | 제이컵 바털론           |                       |                      | 제이컵 바털론            | 제이컵 바털론              |
| 리즈                                      |                          |                      |                               | 로라 해리어                |                                 |                             |                         |                       |                      |                          |                            |
| 피니어스 메이슨 팅커러                    |                          |                      |                               | 마이클 처너스              |                                 |                             |                         |                       |                      |                          |                            |
| 미셸 "MJ"4                                |                          |                      |                               | 젠데이아                   |                                 |                             |                         |                       |                      |                          | 젠데이아                   |
| 모리타 교장                               |                          |                      |                               | 케네스 최                  |                                 |                             |                         |                       |                      |                          |                            |
| 샐리                                      |                          |                      |                               | 이저벨라 아마라            |                                 |                             | 이저벨라 아마라         |                       |                      |                          |                            |
| 허먼 슐츠 쇼커                            |                          |                      |                               | 보킴 우드바인              |                                 |                             |                         |                       |                      |                          |                            |
| 시무어                                    |                          |                      |                               | J. J. 토타                 |                                 |                             |                         |                       |                      |                          |                            |
| 유진 "플래시" 톰프슨4                     |                          |                      |                               | 토니 레볼로리              |                                 |                             |                         |                       |                      |                          | 토니 레볼로리              |
| 티니                                      |                          |                      |                               | 이선 디존                  |                                 |                             | 이선 디존               |                       |                      |                          |                            |
| 에이드리언 툼스 벌처                      |                          |                      |                               | 마이클 키턴                |                                 |                             |                         |                       |                      |                          |                            |
| 도리스 툼스                               |                          |                      |                               | 가르셀 보베                |                                 |                             |                         |                       |                      |                          |                            |
| 워런                                      |                          |                      |                               | 셀레니스 레이바            |                                 |                             |                         |                       |                      |                          |                            |
| 윌슨 코치4                                |                          |                      |                               | 해니벌 버리스              |                                 |                             |                         |                       |                      |                          |                            |
| "토르: 라그나로크"에서 첫 등장            |                          |                      |                               |                            |                                 |                             |                         |                       |                      |                          |                            |
| 그랜드마스터                              |                          |                      | [ c ]                         |                            | 제프 골드블럼                   |                             |                         |                       |                      |                          |                            |
| 헬라                                      |                          |                      |                               |                            | 케이트 블란쳇                   |                             |                         |                       |                      |                          |                            |
| 코르그4                                   |                          |                      |                               |                            | 타이카 와이티티                 |                             |                         |                       |                      | 타이카 와이티티          |                            |
| 스커지                                    |                          |                      |                               |                            | 칼 어번                         |                             |                         |                       |                      |                          |                            |
| 수르트                                    |                          |                      |                               |                            | 클랜시 브라운V타이카 와이티티MC |                             |                         |                       |                      |                          |                            |
| 토파즈                                    |                          |                      |                               |                            | 레이철 하우스                   |                             |                         |                       |                      |                          |                            |
| 발키리4                                   |                          |                      |                               |                            | 테사 톰프슨                     |                             |                         |                       |                      | 테사 톰프슨              |                            |
| "블랙 팬서"에서 첫 등장                   |                          |                      |                               |                            |                                 |                             |                         |                       |                      |                          |                            |
| 린다                                      |                          |                      |                               |                            |                                 | 나비야 비                   |                         |                       |                      |                          |                            |
| 음바쿠                                    |                          |                      |                               |                            |                                 | 윈스턴 듀크                 | 윈스턴 듀크             |                       |                      | 윈스턴 듀크              |                            |
| 은자다카 에릭 "킬몽거" 스티븐슨           |                          |                      |                               |                            |                                 | 마이클 B. 조던              |                         |                       |                      |                          |                            |
| 은조부                                    |                          |                      |                               |                            |                                 | 스털링 K. 브라운            |                         |                       |                      |                          |                            |
| 나키아                                    |                          |                      |                               |                            |                                 | 루피타 뇽오                 |                         |                       |                      |                          |                            |
| 놈블MS                                    |                          |                      |                               |                            |                                 | 자네샤 애덤스긴야드         | 자네샤 애덤스긴야드     |                       |                      |                          |                            |
| 오코예MS                                  |                          |                      |                               |                            |                                 | 다나이 구리라               | 다나이 구리라           |                       |                      | 다나이 구리라            |                            |
| 라몬다                                    |                          |                      |                               |                            |                                 | 앤절라 배싯                 |                         |                       |                      | 앤절라 배싯              |                            |
| 슈리                                      |                          |                      |                               |                            |                                 | 러티샤 라이트               | 러티샤 라이트           |                       |                      | 러티샤 라이트            |                            |
| 와카비                                    |                          |                      |                               |                            |                                 | 대니얼 컬루야               |                         |                       |                      |                          |                            |
| 졸리스와                                  |                          |                      |                               |                            |                                 | 시델 노엘                   |                         |                       |                      |                          |                            |
| 야마MS                                    |                          |                      |                               |                            |                                 | 졸라 윌리엄스               | 졸라 윌리엄스           |                       |                      |                          |                            |
| 주리                                      |                          |                      |                               |                            |                                 | 포리스트 휘터커덴절 휘터커Y |                         |                       |                      |                          |                            |
| "어벤져스: 인피니티 워"에서 첫 등장       |                          |                      |                               |                            |                                 |                             |                         |                       |                      |                          |                            |
| 에이트리                                  |                          |                      |                               |                            |                                 |                             | 피터 딩클리지           |                       |                      |                          |                            |
| 코버스 글레이브                           |                          |                      |                               |                            |                                 |                             | 마이클 제임스 쇼        |                       |                      | 마이클 제임스 쇼         |                            |
| 에보니 모                                 |                          |                      |                               |                            |                                 |                             | 톰 본롤러               |                       |                      | 톰 본롤러                |                            |
| 프록시마 미드나이트                       |                          |                      |                               |                            |                                 |                             | 캐리 쿤모니크 갠더턴MC  |                       |                      | 모니크 갠더턴MC          |                            |
| 컬 옵시디언                               |                          |                      |                               |                            |                                 |                             | 테리 노터리             |                       |                      | 테리 노터리              |                            |
| "앤트맨과 와스프"에서 첫 등장             |                          |                      |                               |                            |                                 |                             |                         |                       |                      |                          |                            |
| 소니 버치                                 |                          |                      |                               |                            |                                 |                             |                         | 월턴 고긴스           |                      |                          |                            |
| 빌 포스터                                 |                          |                      |                               |                            |                                 |                             |                         | 로런스 피시번         |                      |                          |                            |
| 에이바 스타 고스트                        |                          |                      |                               |                            |                                 |                             |                         | 해나 존카먼           |                      |                          |                            |
| 일라이어스 스타                           |                          |                      |                               |                            |                                 |                             |                         | 마이클 서버리스       |                      |                          |                            |
| 우즈먼                                    |                          |                      |                               |                            |                                 |                             |                         | 디비언 래드와         |                      |                          |                            |
| 지미 우MS                                 |                          |                      |                               |                            |                                 |                             |                         | 랜들 박               |                      |                          |                            |
| "캡틴 마블"에서 첫 등장                   |                          |                      |                               |                            |                                 |                             |                         |                       |                      |                          |                            |
| 아틀라스                                  |                          |                      |                               |                            |                                 |                             |                         |                       | 알헤니스 페레스 소토 |                          |                            |
| 브론차르                                  |                          |                      |                               |                            |                                 |                             |                         |                       | 루네 템테            |                          |                            |
| 캐롤 댄버스 캡틴 마블4                    |                          |                      |                               |                            |                                 |                             |                         |                       | 브리 라슨            | 브리 라슨                |                            |
| 마벨 / 웬디 로슨                          |                          |                      |                               |                            |                                 |                             |                         |                       | 아넷 베닝            |                          |                            |
| 미네르바                                  |                          |                      |                               |                            |                                 |                             |                         |                       | 제마 챈              |                          |                            |
| 마리아 램보                               |                          |                      |                               |                            |                                 |                             |                         |                       | 라샤나 린치          |                          |                            |
| 모니카 램보MS                             |                          |                      |                               |                            |                                 |                             |                         |                       | 아키라 아크바르      |                          |                            |
| 소런                                      |                          |                      |                               |                            |                                 |                             |                         |                       | 샤론 블린            |                          | 샤론 블린C                 |
| 슈프림 인텔리전스                         |                          |                      |                               |                            |                                 |                             |                         |                       | 아넷 베닝            |                          |                            |
| 탈로스MS                                  |                          |                      |                               |                            |                                 |                             |                         |                       | 벤 멘덜슨            |                          | 벤 멘덜슨C                 |
| 욘로그                                    |                          |                      |                               |                            |                                 |                             |                         |                       | 주드 로              |                          |                            |
| "어벤져스: 엔드게임"에서 첫 등장          |                          |                      |                               |                            |                                 |                             |                         |                       |                      |                          |                            |
| 아키히코                                  |                          |                      |                               |                            |                                 |                             |                         |                       |                      | 사나다 히로유키          |                            |
| 너새니얼 바턴MS                           |                          |                      |                               |                            |                                 |                             |                         |                       |                      | 케이드 우드워드          |                            |
| 가모라MS                                  |                          |                      |                               |                            |                                 |                             |                         |                       |                      | 조이 샐다나              |                            |
| 로키MS                                    |                          |                      |                               |                            |                                 |                             |                         |                       |                      | 톰 히들스턴              |                            |
| 모건 스타크                               |                          |                      |                               |                            |                                 |                             |                         |                       |                      | 알렉산드라 레이철 레이브 |                            |
| "스파이더맨: 파 프롬 홈"에서 첫 등장      |                          |                      |                               |                            |                                 |                             |                         |                       |                      |                          |                            |
| 쿠엔틴 벡 미스테리오                      |                          |                      |                               |                            |                                 |                             |                         |                       |                      |                          | 제이크 질렌할              |
| 브래드 데이비스                           |                          |                      |                               |                            |                                 |                             |                         |                       |                      |                          | 레미 히                    |
| 줄리어스 델4                              |                          |                      |                               |                            |                                 |                             |                         |                       |                      |                          | J. B. 스무브               |
| 디미트리                                  |                          |                      |                               |                            |                                 |                             |                         |                       |                      |                          | 누만 아자르                |
| J. 조나 제임슨4                           |                          |                      |                               |                            |                                 |                             |                         |                       |                      |                          | J. K. 시먼스               |

## 같이 보기
- 마블 시네마틱 유니버스 영화의 배우 목록
- 마블 원샷츠

### 내용주
1. ↑  2017년 6월 톰 홀랜드는 "아이언맨 2"에서 토니 스타크가 드론에서 구한 아이가 피터 파커라고 밝혔다. 크레딧에 올라가지 않았으며, 맥스 패브로가 연기하였다.[25]
2. ↑  크리스 에반스는 "토르: 다크 월드"에서 캡틴 아메리카로 가장한 로키로 카메오로 등장한다.[79]
3. ↑  "가디언즈 오브 갤럭시 Vol. 2"의 엔딩 크레딧에 "토르: 라그나로크"의 그랜드마스터로서 제프 골드블럼의 춤추는 영상이 나온다.[241] 마블 스튜디오의 사장 케빈 파이기는 "가디언즈 오브 갤럭시 Vol. 2" 작업을 완료하는 동안 영상이 있었다고 하였으며, "가디언즈 오브 갤럭시"의 더 컬렉터의 동생이기 때문에 영상을 넣으면 재밌을 것 같다고 하였다.[332][333]
4. ↑  "어벤져스: 엔드게임" (2019)에 처음 등장한 캐릭터의 다른 버전이다.
5. ↑  "어벤져스: 엔드게임" (2019)에서 만들어진 다른 시간대의 캐릭터 버전이다.[373]

### 추가 출처
1. ↑  McEwan, Cameron K.; Longridge, Chris (2019년 8월 7일). “Marvel's 'Phases' explained: What goes when & why”. 《디지털 스파이》. 2021년 6월 4일에 확인함.
2. ↑  Hall, Jacob (2019년 3월 18일). “Kevin Feige Calls the First 22 Movies in the MCU 'The Infinity Saga,' Says 'Endgame' Will Focus on the Original Core Avengers”. 2019년 3월 20일에 확인함.
3. ↑  Ridgely, Charlie (2019년 6월 24일). “Kevin Feige Confirms Spider-Man: Far From Home Is the Conclusion to Marvel's Infinity Saga”. 《Comicbook.com》. 2019년 6월 25일에 확인함.
4. 1 2 3 4 5 6 7  Ebert, Roger (2008년 6월 1일). “Iron Man (PG-13)”. 《시카고 선타임스》. 2013년 3월 23일에 확인함.
5. ↑  Graser, Marc (2010년 1월 18일). “Gregg pulls double duty”. 《버라이어티》. 2010년 1월 18일에 확인함.
6. 1 2 3 4  “Marvel-ous Star Wattage: Actors Assemble For Comic-Con Panel Including 'The Avengers', 'Captain America', & 'Thor'”. 《데드라인 할리우드》. 2010년 7월 24일. 2010년 7월 25일에 확인함.
7. ↑  Wieselman, Jarett (2009년 8월 6일). “Leslie Bibb: 'It's So Delicious Being Evil in $50,000 Worth Of Couture”. 《뉴욕 포스트》. 2012년 10월 20일에 원본 문서에서 보존된 문서. 2010년 4월 23일에 확인함.
8. 1 2  Fleming, Michael (2009년 2월 25일). “Samuel Jackson joins 'Iron' cast”. 《버라이어티》. 2009년 3월 30일에 확인함.
9. 1 2  Marshall, Rick (2011년 2월 3일). “Nick Fury's 'Thor' & 'Captain America' Cameos Confirmed, Four Actresses Vying For New 'Avengers' Role”. MTV News. 2015년 9월 22일에 원본 문서에서 보존된 문서. 2013년 3월 29일에 확인함.
10. 1 2 3  Kit, Borys (2012년 5월 24일). “Jon Favreau Returning to 'Iron Man 3'— As an Actor (Exclusive)”. 《더 할리우드 리포터》. 2012년 5월 25일에 확인함.
11. 1 2 3  Davidson, Danica (2011년 4월 26일). “Paul Bettany Confirms 'Avengers' Role, Will Return As Voice of J.A.R.V.I.S.”. MTV Splash Page. 2015년 9월 25일에 원본 문서에서 보존된 문서. 2011년 4월 27일에 확인함.
12. 1 2  Weintraub, Steve (2010년 4월 23일). “Iron Man 2 Interview (Press Conference) with Robert Downey Jr., Mickey Rourke, Jon Favreau, Gwyneth Paltrow, Scarlett Johansson, Don Cheadle, Justin Thoreaux and Kevin Feige”. 콜라이더. 2013년 3월 23일에 확인함.
13. ↑  Donnelly, Matt (2012년 4월 17일). “How Gwyneth Paltrow was recruited for 'The Avengers'”. 《로스앤젤레스 타임스》. 2012년 6월 23일에 확인함.
14. 1 2 3  Keane, Sean (2019년 7월 1일). “Spider-Man: Far From Home postcredits scenes, explained”. 《CNET》. 2021년 1월 14일에 원본 문서에서 보존된 문서. 2019년 7월 2일에 확인함.
15. ↑  Holtreman, Vic (2013년 8월 22일). “Iron Man 2: Set Visit, Story Details & Meet Howard Stark”. 《스크랜 랜트》. 2014년 8월 20일에 확인함.
16. ↑  Vejvoda, Jim (2009년 6월 4일). “Iron Man 2 Sneak Peek”. IGN. 2009년 6월 5일에 확인함.
17. ↑  Philbrick, Jami (2011년 6월 21일). “Dominic Cooper talks 'Captain America: The First Avenger'”. IAmRogue.com. 2013년 3월 29일에 확인함.
18. 1 2  Douglas, Edward (2008년 5월 2일). “Robert Downey Jr. is Iron Man!”. 《Superhero Hype!》. 2008년 5월 2일에 확인함.
19. 1 2  Kit, Borys (2008년 10월 29일). “Downey, Favreau are 'Avengers' for Marvel”. 《더 할리우드 리포터》. 2013년 3월 23일에 확인함.
20. 1 2 3 4 5  Ebert, Roger (2008년 6월 12일). “The Incredible Hulk (PG-13)”. 《시카고 선타임스》. 2021년 8월 24일에 확인함.
21. ↑  Finke, Nikki (2010년 7월 23일). “Toldja! Marvel & Ruffalo Ink Hulk Deal”. 《데드라인 할리우드》. 2010년 7월 23일에 확인함.
22. ↑  Outlaw, Kofi (2019년 5월 16일). “Kevin Feige Confirms Two Marvel Cinematic Universe Characters Are Actually the Same Person”. 《ComicBook.com》. 2019년 5월 16일에 확인함.
23. 1 2  Adler, Shawn (2008년 6월 12일). “'Incredible Hulk' Stars, Director Already Have Wish List For 'Hulk 2': Iron Man, Samson, The Leader And More”. MTV News. 2009년 5월 14일에 원본 문서에서 보존된 문서. 2008년 6월 13일에 확인함.
24. 1 2  Snider, Mike (2009년 6월 9일). “First look: Mickey Rourke suits up as Whiplash for 'Iron Man 2'”. 《USA 투데이》. 2009년 6월 10일에 확인함.
25. ↑  Ryan, Mark (2017년 6월 27일). “'Spider-Man: Homecoming' Director Jon Watts Explains Real Story Behind Peter Parker's 'Iron Man 2' Cameo”. 《Uproxx》. 2017년 6월 27일에 원본 문서에서 보존된 문서. 2017년 6월 27일에 확인함.
26. ↑  Lamar, Cyriaque (2010년 5월 2일). “Who Was Olivia Munn Originally Supposed To Play in Iron Man 2?”. io9. 2013년 3월 23일에 확인함.
27. ↑  Finke, Nikki (2009년 3월 11일). “Another 'Iron Man 2' Deal: Scarlett Johannson To Replace Emily Blunt As Black Widow For Lousy Lowball Money”. 《데드라인 할리우드》. 2012년 8월 3일에 확인함.
28. ↑  Boucher, Geoff (2010년 5월 17일). “Garry Shandling finds heroic acting inspiration in 'Iron Man 2'”. 《로스앤젤레스 타임스》. 2013년 3월 23일에 확인함.
29. ↑  “'Agent Carter' Premiere Date Announced; Whiplash's Dad Cast”. TVWeb. 2014년 11월 5일. 2014년 11월 7일에 원본 문서에서 보존된 문서. 2014년 11월 8일에 확인함.
30. ↑  Davidson, Danica (2011년 4월 8일). “New 'Thor' Clip Shows First Look of Jeremy Renner As Hawkeye”. MTV 뉴스. 2013년 3월 29일에 확인함.
31. ↑  “Townsend replaced in Marvel Comics tale 'Thor'”. 《The Stamford Times》. 2010년 1월 10일. 2011년 8월 31일에 원본 문서에서 보존된 문서. 2011년 5월 10일에 확인함.
32. 1 2 3 4 5  Turan, Kenneth (2011년 5월 6일). “Movie Review: 'Thor'”. 《로스앤젤레스 타임스》. 2011년 5월 7일에 확인함.
33. 1 2  Malkin, Marc (2011년 3월 21일). “Thor's Chris Hemsworth: "He's Huge," Gushes Costar”. E!. 2012년 5월 25일에 확인함.
34. 1 2  “Thor Update: Warriors Three Cast”. 《Marvel.com》. 2009년 11월 16일. 2009년 11월 16일에 확인함.
35. ↑  “Marvel Studios Update: Loki Officially Cast in 2011 Thor Movie”. 《Marvel.com》. 2009년 5월 18일. 2009년 5월 19일에 확인함.
36. ↑  Philbrick, Jami (2011년 5월 1일). “Exclusive: Tom Hiddleston Discusses Loki's Role in 'The Avengers'”. IAmRogue.com.
37. 1 2  “Stellan Skarsgård klar för ny superhjältefilm”. 《엑스프레센》 (스웨덴어). 2011년 3월 3일. 2011년 3월 3일에 확인함. The Avengers is the dream team of superheroes, a group consisting of among others Iron Man, the Hulk, Captain America and Thor. The film is planned to premier in 3D in May of next year. Stellan Skarsgård confirms to TT Spektra that he will play the same role as in the upcoming Thor: Doctor Selvig. Not much is yet known about the character apart from that Selvig is a scientist in New Mexico.
38. ↑  Kit, Borys (2009년 9월 23일). “Lightning strikes two more actors for "Thor"”. 《더 할리우드 리포터》. 로이터. 2011년 10월 21일에 확인함.
39. 1 2 3  Patten, Dominic (2013년 3월 21일). “Movie Castings: Seth Rogen Scores 'The Interview', 'Endless Love' Remake Gets Leads & 'Winter Soldier' Sees An Agent Return”. 《데드라인 할리우드》. 2013년 3월 21일에 확인함.
40. ↑  Finke, Nikke (2009년 5월 16일). “Exclusive: Chris Hemsworth is Thor”. 《데드라인 할리우드》. 2009년 5월 19일에 확인함.
41. 1 2 3 4 5  Honeycutt, Kirk (2011년 7월 20일). “Captain America: The First Avenger: Film Review”. 《더 할리우드 리포터》. 2011년 7월 20일에 확인함.
42. ↑  Jameson, Greg (2014년 8월 12일). “Michael Brandon interview”. Entertainment Focus. 2016년 4월 21일에 확인함.
43. ↑  “Bruno Ricci à l'affiche de Captain América, dans les salles le 17 août” (프랑스어). InfosCulture.com. 2011년 6월 20일. 2012년 3월 31일에 원본 문서에서 보존된 문서. 2011년 7월 2일에 확인함. While filming the French series The Hawk, Bruno participated in the casting of Captain America ... and was selected! ... [He portrays] Jacques Dernier ... fighting alongside Captain America and his four other teammates....
44. 1 2 3 4  Goellner, Caleb (2011년 7월 8일). “The Howling Commandos and HYDRA Get Serious in New 'Captain America' Images”. ComicsAlliance. 2011년 9월 10일에 원본 문서에서 보존된 문서. 2013년 3월 23일에 확인함.
45. ↑  “Film Review: Captain America: The First Avenger”. 《필름 저널 인터내셔널》. 2011년 7월 21일. 2016년 4월 25일에 원본 문서에서 보존된 문서. 2016년 4월 21일에 확인함.
46. ↑  “First Look: Chris Evans becomes a super soldier in 'Captain America'”. HitFix. 2010년 11월 1일. 2014년 12월 26일에 원본 문서에서 보존된 문서. 2010년 11월 5일에 확인함.
47. ↑  Graser, Marc (2010년 3월 22일). “Chris Evans to play 'Captain America'”. 《버라이어티》. 2010년 3월 23일에 확인함.
48. ↑  “Toby Jones to Play Arnim Zola in Captain America”. ComingSoon. 2010년 5월 7일. 2010년 5월 10일에 원본 문서에서 보존된 문서. 2011년 3월 23일에 확인함.
49. ↑  Sledge, Philip (2020년 10월 29일). “Ty Burrell And 11 Other Actors You May Have Forgotten Were In Marvel Movies”. 《시네마블렌드》.
50. 1 2  Brown, Todd (2013년 5월 31일). “Meet Robert Redford's S.H.I.E.L.D. Team from 'Captain America: The Winter Soldier'”. 트위치 필름. 2013년 5월 31일에 확인함.
51. ↑  Ford, Rebecca (2011년 8월 21일). “'The Avengers' at D23: Cobie Smulders Reveals the Scene that Made her Sweat (Video)”. 《더 할리우드 리포터》.
52. ↑  “Spotlight: Jerzy Skolimowski”. noodle break. 2016년 7월 26일. 2016년 10월 9일에 확인함.
53. ↑  Abrams, Natalie (2015년 10월 15일). “Agents of S.H.I.E.L.D. adds Powers Boothe in 'incredibly menacing' role”. 《엔터테인먼트 위클리》. 2015년 10월 15일에 확인함.
54. ↑  Schwartz, Terri (2012년 5월 2일). “"The Avengers" has two post-credit scenes, mystery actor revealed”. 《IFC》. 2012년 5월 6일에 확인함.
55. ↑  “Marvel's The Avengers 2 – Thanos' Right Hand Man”. IGN. 2012년 8월 2일. 2013년 3월 23일에 확인함.
56. ↑  “IAR Exclusive: Mark Ruffalo Talks Marvel Cameos and the Future of The Hulk”. IAmRogue.com. 2013년 5월 12일. 2013년 5월 13일에 확인함.
57. ↑  Ruffalo, Mark (2013년 3월 6일). “A lot of folks have been asking about the Next Hulk. The next time you see my Hulk it will be in the Avengers2. No plans for stand alone.”. Twitter.
58. 1 2  Graser, Marc (2012년 7월 16일). “Mackie mulls Falcon in 'Captain America'”. 《버라이어티》. 2012년 7월 16일에 확인함.
59. 1 2  “Ant-Man post credit scenes revealed - spoilers in here!”. 《Irish Examiner》. 2015년 7월 8일. 2015년 7월 17일에 확인함.
60. ↑  Feige, Kevin (2013년 10월 26일). 《Filmmakers! Produzent Kevin Feige und Regisseur Alan Taylor about Thor 2 - german》 (video). YouTube.  13:50에 발생. 2013년 11월 13일에 확인함. Well, you'll see all the returning Avengers. The entire cast is coming back in The Age of Ultron...
61. 1 2 3  “'Captain America: The Winter Soldier' filming begins”. Marvel.com. 2013년 4월 8일. 2013년 4월 8일에 확인함.
62. ↑  Orange, Alan (2014년 7월 21일). “Hayley Atwell Says Agent Carter Is Back in 'Avengers 2'”. 《무비웹》. 2016년 2월 5일에 확인함.
63. ↑  Ching, Albert (2015년 3월 29일). “ECCC: Hayley Atwell Talks "Marvel's Agent Carter," "Ant-Man" Appearance”. 코믹 북 리소스. 2015년 3월 28일에 원본 문서에서 보존된 문서. 2015년 3월 29일에 확인함.
64. 1 2 3  Clark, Noelene (2012년 8월 2일). “'Thor: The Dark World': Christopher Eccleston is villain Malekith”. 《로스앤젤레스 타임스》. 2012년 8월 22일에 확인함.
65. ↑  Flemming, Mike (2011년 10월 13일). “Toldja! Patty Jenkins Confirmed As 'Thor 2' Director”. 《데드라인 할리우드》. 2011년 10월 14일에 원본 문서에서 보존된 문서. 2011년 10월 13일에 확인함.
66. 1 2  Sneider, Jeff (2012년 6월 6일). “Russo brothers tapped for 'Captain America 2': Disney and Marvel in final negotiations with 'Community' producers to helm pic”. 《버라이어티》. 2012년 7월 3일에 확인함.
67. ↑  Truitt, Brian (2013년 8월 18일). “Sunday Geekersation: Jackson unleashes the Fury”. USA 투데이. 2013년 8월 18일에 확인함.
68. ↑  Dibdin, Emma (2012년 8월 30일). “Idris Elba on his expanded role in 'Thor: The Dark World'”. 디지털 스파이. 2012년 8월 30일에 확인함.
69. ↑  McLean, Craig (2014년 11월 2일). “Idris Elba interview: Marvel movies are 'torture'”. The Daily Telegraph. 2014년 11월 2일에 확인함.
70. 1 2  Graser, Marc (2012년 10월 29일). “Frank Grillo to play Crossbones in 'Captain America' sequel”. 《버라이어티》. 2012년 10월 29일에 확인함.
71. ↑  Goldman, Eric (2014년 1월 21일). “Cobie Smulders on Reaching the End of How I Met Your Mother: "I Know the Whole Thing."”. IGN. 2014년 3월 10일에 확인함.
72. 1 2 3 4 5 6  “Iron Man 3 Notes” (PDF). 《Marvel.com》. 2013년 3월 18일에 확인함.
73. ↑  Ritman, Alex (2014년 12월 16일). “Dubai Film Fest: Paul Bettany Talks 'Avengers 2' and Watching Jennifer Connelly Inject Herself”. 《더 할리우드 리포터》. 2014년 12월 16일에 확인함.
74. ↑  Patten, Dominic (2012년 8월 21일). “'2 Broke Girls' Kat Dennings Back In 'Thor 2'”. 《데드라인 할리우드》. 2012년 8월 21일에 확인함.
75. ↑  Warner, Kara (2011년 9월 1일). “'Thor 2' Director Not Set Yet, Says Tom Hiddleston”. MTV Splash Page. 2012년 6월 9일에 원본 문서에서 보존된 문서. 2011년 9월 19일에 확인함.
76. ↑  Fleming, Mike (2012년 5월 24일). “Anthony Hopkins Up For 'Red 2' Villain; Can 'Thor' Sequel Dates Work?”. 《데드라인 할리우드》. 2012년 5월 24일에 확인함.
77. ↑  Thompson, Arienne (2013년 12월 12일). “Don Cheadle mellow, 'barely awake' after Globes news”. 《USA 투데이》. 2013년 12월 12일에 확인함.
78. 1 2  “'The Avengers: Age of Ultron' New Stills, Behind-the-Scenes in High Resolution; Serkis Confirmed as Klaw”. Stitch Kingdom. 2015년 2월 3일. 2015년 2월 4일에 확인함.
79. ↑  Sullivan, Kevin P (2013년 11월 7일). “'Thor: The Dark World': You Won't Believe The Story Behind The Cameo”. MTV News. 2014년 3월 28일에 원본 문서에서 보존된 문서. 2013년 11월 9일에 확인함.
80. ↑  Flemming, Jr., Mike (2013년 8월 1일). “Chris Evans To Helm '1:30 Train' Before Reprising Captain America In 'Avengers 2'”. 《데드라인 할리우드》.
81. ↑  Fleming, Mike (2012년 10월 2일). “Five Actresses Testing For 'Captain America 2' Role; Black Widow Might Drop By As Well”. 《데드라인 할리우드》. 2012년 10월 2일에 확인함.
82. ↑  Maresca, Rachel (2013년 9월 29일). “Scarlett Johansson flaunts curves in new magazine photo shoot, reveals details on 'The Avengers' sequel”. 《Daily News》. 2013년 9월 29일에 확인함.
83. ↑  Pape, Stefan (2012년 6월 28일). “King of Devil's Island Interview – Stellan Skarsgård”. HeyUGuys.co.uk. 2012년 6월 28일에 확인함.
84. ↑  “Skarsgard fine with Avengers nudity”. 《아이리시 인디펜던트》. 2014년 8월 16일. 2014년 8월 16일에 확인함.
85. ↑  Wigler, Josh (2012년 1월 11일). “Jamie Alexander Teases 'Thor 2' Romance, Possible 'Avengers' Appearance”. MTV Splash Page. 2015년 9월 22일에 원본 문서에서 보존된 문서. 2021년 10월 6일에 확인함.
86. ↑  Truitt, Brian (2014년 8월 19일). “First look: Rudd's on the road to being 'Ant-Man'”. 《USA 투데이》. 2014년 8월 19일에 확인함.
87. ↑  Boucher, Geoff (2011년 8월 18일). “'Iron Man 3' and Robert Downey Jr. start Shane Black era”. 《로스앤젤레스 타임스》. 2012년 9월 3일에 확인함.
88. 1 2  “Robert Downey Jr. To Return As Marvel's Iron Man”. Marvel.com. 2013년 6월 20일. 2013년 6월 20일에 확인함.
89. ↑  Roberts, Roxanne; Argetsinger, Amy (2013년 5월 15일). “Hey, isn't that. . .?: Garry Shandling in 'Captain America' sequel”. 《The Washington Post》. 2013년 5월 15일에 확인함.
90. ↑  Weintraub, Steve (2014년 7월 22일). “Kevin Feige Talks Guardians Of The Galaxy, Thor 3, Captain America 3, Doctor Strange, Casting Josh Brolin as Thanos, Comic-Con Plans, and More”. 콜라이더.
91. ↑  Owen, Luke (2015년 4월 21일). “Spoilers: And the post-credits scene from Avengers: Age of Ultron is…”. 《Flickering Myth》. Flickering Myth. 2015년 4월 25일에 확인함.
92. ↑  Watkins, Gwynne (2014년 8월 1일). “Alyssa Milano, Howard the Duck, and Other Secrets of 'Guardians of the Galaxy'”. 야후!. 2014년 8월 2일에 확인함.
93. ↑  Fleming, Mike (2011년 6월 30일). “Marvel And Disney Setting 'Thor 2' For Summer 2013; Chris Hemsworth's Back But Kenneth Branagh Won't Return”. 《데드라인 할리우드》. 2011년 7월 1일에 확인함.
94. ↑  Malec, Brett; Malkin, Marc (2013년 9월 9일). “Chris Hemsworth Talks "Awkward" Naked Movie Scenes, Snow White Sequel With Kristen Stewart”. E!. 2013년 9월 10일에 확인함.
95. ↑  Harris, Scott (2013년 5월 6일). “'Iron Man 3': 7 Things You May Have Missed the First Time Around”. Next Movie. 2016년 3월 14일에 원본 문서에서 보존된 문서. 2014년 12월 26일에 확인함.
96. ↑  Sztypuljak, David (2013년 1월 20일). “Critics Circle Awards 2013 – Interviews”. HeyUGuys.co.uk. 2013년 1월 21일에 확인함.
97. ↑  Wieselman, Jarett (2012년 8월 17일). “What Scares Rebecca Hall?”. 《엔터테인먼트 투나잇》. 2012년 9월 3일에 확인함.
98. ↑  Graser, Marc; Kroll, Justin (2012년 4월 20일). “Guy Pearce bonds with 'Iron Man 3'”. 《버라이어티》. 2012년 4월 20일에 확인함.
99. ↑  Burlingame, Ross (2013년 5월 3일). “Iron Man 3: Where Do I Know That Guy From?”. 《ComicBook.com》. 2016년 10월 9일에 확인함.
100. ↑  Fleming, Mike (2012년 5월 16일). “James Badge Dale In 'Iron Man 3' Talks”. 《데드라인 할리우드》. 2012년 9월 3일에 확인함.
101. ↑  Truitt, Brian (2012년 10월 26일). “Ben Kingsley makes for a scary Mandarin in 'Iron Man 3'”. 《USA 투데이》. 2012년 10월 26일에 확인함.
102. ↑  Sneider, Jeff; Graser, Marc (2012년 5월 24일). “Ashley Hamilton in talks for 'Iron Man 3'”. 《버라이어티》. 2012년 5월 25일에 확인함.
103. ↑  Finke, Nikki (2012년 12월 9일). “'Iron Man 3' Casts China's Wang Xuequi As New 'Dr Wu': Beijing Filming Starts Monday”. 《데드라인 할리우드》.
104. ↑  McNary, Dave (2012년 8월 22일). “Adewale Akinnuoye-Agbaje joins 'Thor: Dark World'”. 《버라이어티》. 2012년 8월 22일에 확인함.
105. ↑  Curran, Tony (2013년 10월 11일). “guess who's playing Odin's Father?”. Twitter. 2013년 10월 11일에 확인함.
106. ↑  Fortune, Ed (2013년 11월 7일). “Interview: Jonathan Howard Thor: The Dark World”. Starburst. 2013년 12월 8일에 원본 문서에서 보존된 문서. 2013년 11월 18일에 확인함.
107. ↑  Lovece, Frank (2013년 11월 6일). “Film Review: Thor: The Dark World”. 《필름 저널 인터내셔널》. 2014년 3월 10일에 원본 문서에서 보존된 문서. 2014년 3월 10일에 확인함.
108. 1 2  Kit, Borys (2013년 4월 22일). “'Guardians of the Galaxy' Adds One More to Cast (Exclusive)”. 《더 할리우드 리포터》.
109. ↑  Sunu, Steve (2014년 4월 28일). “Comic Reel: "Justice League" Movie Confirmed; New Look At "Guardians of the Galaxy's" Nebula”. 코믹 북 리소스. 2014년 4월 28일에 확인함.
110. ↑  Keyes, Rob (November 2013). “Thor 2 The Dark World Official Still Photo Asgardian Screens”. 《스크린 랜트》. 2013년 11월 2일에 원본 문서에서 보존된 문서. 2013년 11월 18일에 확인함.
111. ↑  Fleming, Mike (2012년 8월 1일). “We Have A 'Thor 2' Villain: Christopher Eccleston To Play Malekith The Accursed”. 《데드라인 할리우드》. 2012년 8월 1일에 확인함.
112. ↑  Reynolds, Simon (2013년 10월 9일). “Chris O'Dowd in 'Thor: The Dark World' - first look pictures”. 디지털 스파이. 2013년 11월 18일에 확인함.
113. ↑  Sullivan, Kevin P (2013년 11월 6일). “'Guardians of the Galaxy': Latest on Vin, Bradley and the Scene Everyone's Talking About”. MTV News. 2014년 4월 10일에 원본 문서에서 보존된 문서. 2013년 11월 6일에 확인함.
114. 1 2 3 4  “Marvel Studios Begins Production on Guardians of the Galaxy”. 《Marvel.com》. 2013년 7월 20일. 2013년 7월 20일에 확인함.
115. ↑  Patten, Dominic (2012년 9월 24일). “'Thor: The Dark World' Adds Pair To Cast”. 《데드라인 할리우드》.
116. ↑  Johnston, Mike (2013년 3월 25일). “UFC's GSP lands role in Captain America sequel”. 스포츠넷. 2013년 3월 25일에 확인함.
117. 1 2  ScreenCrush Staff (2015년 5월 1일). “All The Easter Eggs You May Have Missed In 'Avengers 2'”. 스크린크러시. 2016년 3월 13일에 확인함.
118. ↑  Fitzpatrick, Kevin (2015년 4월 7일). “'Agents of S.H.I.E.L.D.' 'Afterlife': What Does That Major Marvel Return Mean for 'Age of Ultron'?”. 스크린크러시. 2015년 4월 8일에 확인함.
119. ↑  Collinson, Gary (2015년 4월 26일). “Two new clips from Marvel's Avengers: Age of Ultron”. 《Flickering Myth》. 2015년 4월 27일에 확인함.[깨진 링크(과거 내용 찾기)]
120. 1 2  Milly, Jenna (2014년 3월 14일). “'Captain America: The Winter Soldier' premiere: Crossover is the word”. 《엔터테인먼트 위클리》. 2014년 3월 17일에 확인함.
121. 1 2  “Official: Elizabeth Olsen & Aaron Taylor-Johnson Join 'Avengers: Age of Ultron'”. 《Marvel.com》. 2013년 11월 25일. 2013년 11월 25일에 확인함.
122. ↑  Couto, Anthony (2014년 4월 3일). “Holly Hunter, Callan Mulvey And Tao Okamoto Join Batman Vs. Superman Cast”. IGN. 2014년 7월 24일에 확인함.
123. ↑  McWeeny, Drew (2014년 3월 21일). “Review: Captain America meets his match in the smart and stylish 'Winter Soldier'”. HitFix. 2015년 9월 24일에 원본 문서에서 보존된 문서. 2014년 3월 22일에 확인함.
124. ↑  Kit, Borys (2014년 1월 15일). “'Dracula' Actor to Play Villain in 'Avengers: Age of Ultron'”. 《더 할리우드 리포터》. 2014년 1월 15일에 확인함.
125. ↑  Lussier, Germain (2015년 2월 24일). “The Gang's All Here in the Official 'Avengers: Age of Ultron' Poster [UPDATED]”. 2015년 2월 24일에 확인함.
126. ↑  Libbey, Dirk (2015년 7월 5일). “Ant-Man Clip Confirms A Major Marvel Cameo”. 《Cinema Blend》. 2015년 7월 5일에 확인함.
127. ↑  Gunn, James (July 2014). “#gotgpicoftheday Posting this one as I land in Singapore. It's @meliakreiling as Bereet and @prattprattpratt as I think you know by now. Thanks for all your kind messages about the 17 minute preview. Glad you all enjoyed it! #guardiansofthegalaxy #gotg”. Instagram. 2014년 8월 2일에 확인함.
128. ↑  Knight, Chris (2014년 7월 29일). “Guardians of the Galaxy, reviewed: Marvel's new film franchise is off to a promising start”. 《내셔널 포스트》. 2014년 8월 28일에 원본 문서에서 보존된 문서. 2014년 8월 28일에 확인함.
129. ↑  “'Guardians of the Galaxy' Cameos, Hints at MCU's Future (Heavy Spoilers)”. Stitch Kingdom. 2014년 7월 16일. 2014년 7월 18일에 원본 문서에서 보존된 문서. 2014년 7월 16일에 확인함.
130. ↑  Fleming, Mike Jr. (2013년 6월 14일). “John C. Reilly Firmed For Rhomann Dey, leader of the Nova Corps, In 'Guardians of the Galaxy'”. 《데드라인 할리우드》. 2013년 6월 14일에 확인함.
131. ↑  Kit, Borys (2013년 3월 14일). “Marvel Signs WWE's Dave Bautista for 'Guardians of the Galaxy' (Exclusive)”. 《더 할리우드 리포터》. 2013년 3월 14일에 확인함.
132. ↑  “Official: Vin Diesel to Voice Groot in Marvel's Guardians of the Galaxy”. 《Marvel.com》. 2013년 12월 21일. 2013년 12월 21일에 확인함.
133. ↑  Webb, Charles (2014년 8월 1일). “Who Was That Voice In The Guardians of The Galaxy End Credits Scene? [Massive Spoilers]”. 《너디스트》. 2014년 8월 3일에 원본 문서에서 보존된 문서. 2014년 8월 2일에 확인함.
134. ↑  Dietsch, TJ (2014년 6월 26일). “James Gunn Reveals His Brother's Roles in 'Guardians of the Galaxy'”. 코믹 북 리소스. 2014년 6월 26일에 확인함.
135. 1 2  Douglas, Edward (2014년 7월 24일). “Guardians of the Galaxy”. ComingSoon.net. 2014년 7월 28일에 원본 문서에서 보존된 문서. 2014년 7월 24일에 확인함.
136. ↑  Wakeman, Gregory (2014년 11월 13일). “The Original Guardians Of The Galaxy Ending Was Removed For Being Too Sad”. CinemaBlend. 2017년 5월 5일에 확인함.
137. ↑  Fleming, Mike Jr. (2013년 2월 5일). “Chris Pratt Getting 'Guardians of the Galaxy' Lead”. 《데드라인 할리우드》. 2013년 2월 5일에 확인함.
138. ↑  “Read the Official Synopsis For Marvel's Guardians of the Galaxy”. Marvel.com. 2014년 1월 3일. 2014년 2월 17일에 확인함.
139. ↑  “Official: Bradley Cooper to Voice Rocket Raccoon in Marvel's Guardians of the Galaxy”. 《Marvel.com》. 2013년 8월 30일. 2013년 8월 30일에 확인함.
140. ↑  Sullivan, Kevin P. (2013년 10월 16일). “Vin Diesel on Stilts Isn't Even The Weirdest Thing About This Video”. MTV. 2014년 5월 6일에 원본 문서에서 보존된 문서. 2013년 10월 28일에 확인함.
141. ↑  “Michael Rooker Joins 'Guardians of the Galaxy'”. 《데드라인 할리우드》. 2013년 4월 16일. 2013년 4월 16일에 확인함.
142. ↑  Jayson, Jay (2017년 9월 6일). “Will Thanos Show Up In Avengers: Age Of Ultron?”. 《ComicBook.com》. 2021년 9월 14일에 확인함.
143. ↑  Breznican, Anthony (2015년 4월 7일). “Avengers: Age of Ultron won't have a post-credit scene, Joss Whedon says”. 《엔터테인먼트 위클리》. 2015년 4월 7일에 확인함.
144. ↑  Francisco, Eric (2021년 9월 14일). “New 'Avengers: Endgame' Trailer Drops Major Clue About Hawkeye's Daughter”. 《인버스》. 2021년 9월 14일에 확인함.
145. ↑  Keyes, Rob (2015년 4월 3일). “'Avengers 2′ Facts & Videos: Details on New Characters, Costumes, Tech & Weapons”. 《스크린 랜트》. 2015년 4월 3일에 확인함.
146. ↑  “That Irish accent in Avengers Age of Ultron is actress Kerry Condon!”. 《아이리시 이그제미너》. 2015년 4월 23일. 2015년 4월 26일에 확인함.
147. ↑  “Get to Know the 'Avengers' as They Assemble for New Adventure”. Inquirer. 2015년 4월 3일. 2015년 4월 5일에 원본 문서에서 보존된 문서. 2015년 4월 4일에 확인함.
148. ↑  “Exclusive: 'Avengers Age of Ultron' Casts James Spader as the Film's Legendary Villain”. Marvel.com. 2013년 8월 29일. 2013년 8월 30일에 확인함.
149. ↑  Kroll, Justin (2014년 2월 6일). “Paul Bettany to Play the Vision in Marvel's 'Avengers: Age of Ultron'”. 《버라이어티》. 2014년 2월 7일에 확인함.
150. ↑  Ford, Rebecca (2014년 10월 6일). “Marvel's 'Ant-Man' Adds Martin Donovan (Exclusive)”. 《더 할리우드 리포터》. 2014년 10월 6일에 확인함.
151. ↑  Boone, Josh (2015년 7월 16일). “13 'Ant-Man' Easter Eggs and References to Marvel Comics, The Avengers, and...Spider-Man!”. 엔터테인먼트 투나잇. 2015년 7월 16일에 확인함.
152. 1 2  “SDCC 2014: Official: Evangeline Lilly & Corey Stoll Join Marvel's Ant-Man”. 《Marvel.com》. 2014년 7월 26일. 2014년 7월 26일에 확인함.
153. ↑  Mallenbaum, Carly (2015년 7월 17일). “Here's why Ant-Man works at Baskin-Robbins”. 《USA 투데이》.
154. 1 2 3 4 5 6  “'Ant-Man' Additional Credits; Jordi Molla Cast as Villain”. Stitch Kingdom. 2014년 12월 10일. 2014년 12월 12일에 확인함.
155. ↑  Keyes, Rob (2015년 1월 7일). “'Ant-Man' Trailer Analysis And Character Guide”. 《스크린 랜트》. 2015년 3월 30일에 확인함.
156. ↑  Kilday, Gregg (2015년 6월 24일). “Paul Rudd and Marvel's Kevin Feige Reveal 'Ant-Man's' Saga, from Director Shuffle to Screenplay Surgery to Studio's "Phase Three" Plans”. 《더 할리우드 리포터》. 2015년 6월 24일에 확인함.
157. ↑  “Paul Rudd Set to Star in Marvel's Ant-Man”. 《Marvel.com》. 2013년 12월 19일. 2014년 5월 19일에 원본 문서에서 보존된 문서. 2013년 12월 19일에 확인함.
158. 1 2  Kroll, Justin (2014년 1월 13일). “Michael Douglas to Star as Hank Pym in Marvel's Ant-Man”. 《버라이어티》. 2014년 1월 13일에 확인함.
159. 1 2  “Production Begins On Marvel's Ant-Man”. 《Marvel.com》. 2014년 8월 18일. 2014년 8월 19일에 확인함.
160. ↑  Siegel, Lucas (2014년 7월 26일). “SDCC 2014: Marvel Studios Panel Ant-Man Villain Revealed, Thanos Appears, GotG 2 Release Date”. 2014년 8월 7일에 원본 문서에서 보존된 문서. 2014년 7월 26일에 확인함.
161. ↑  Lee, Gloria (2015년 7월 17일). “'Ant-Man' Movie Reviews and Ratings: 2015 Film Stars Paul Rudd, Evangeline Lilly, Corey Stoll, and Bobby Cannavale”. 《Christianity Daily》. 2015년 7월 19일에 확인함.
162. ↑  Blickley, Leigh (2015년 10월 23일). “Mark Ruffalo Wants To See Bruce Banner And Hulk Face-Off On Screen”. 《The Huffington Post》. 2019년 3월 28일에 원본 문서에서 보존된 문서. 2015년 10월 24일에 확인함.
163. ↑  Whitbrook, James (2018년 3월 16일). “Everything We Learned About the Avengers' Fight Against Thanos in the Latest Infinity War Trailer”. io9. 2018년 3월 16일에 원본 문서에서 보존된 문서. 2018년 3월 16일에 확인함.
164. 1 2 3 4  Coggan, Devan (2019년 3월 8일). “Those Captain Marvel post-credits scenes, explained”. 엔터테인먼트 위클리. 2019년 3월 8일에 확인함.
165. 1 2 3 4 5 6 7 8 9  Newby, Richard (2018년 12월 7일). “The Tragic Symmetry of 'Avengers: Endgame'”. 《더 할리우드 리포터》. 2018년 12월 7일에 원본 문서에서 보존된 문서. 2018년 12월 7일에 확인함.
166. ↑  Fleming, Mike Jr. (2014년 10월 24일). “Sebastian Stan Joins 'The Martian' And 'Ricki And The Flash'”. 《데드라인 할리우드》. 2014년 10월 30일에 확인함.
167. ↑  Armitage, Hugh (2018년 2월 7일). “Black Panther's post-credits scenes explained”. 《디지털 스파이》. 2018년 2월 8일에 원본 문서에서 보존된 문서. 2018년 2월 14일에 확인함.
168. ↑  Breznican, Anthony (2018년 3월 8일). “Behind the scenes of Avengers: Infinity War as new heroes unite — and others will end”. 《엔터테인먼트 위클리》. 2018년 3월 8일에 원본 문서에서 보존된 문서. 2018년 3월 8일에 확인함.
169. ↑  Ellwood, Gregory (2017년 9월 11일). “Sebastian Stan Says Marvel Studios Training Put To Good Use On 'I, Tonya' [Interview]”. The Playlist. 2017년 9월 15일에 확인함.
170. ↑  Kit, Borys (2015년 3월 6일). “Jeremy Renner Joins Amy Adams in Sci-Fi 'Story of Your Life' (Exclusive)”. 《더 할리우드 리포터》. 2015년 3월 6일에 확인함.
171. ↑  Seddon, Dan (2019년 5월 11일). “Marvel star Hayley Atwell reveals her reaction to Avengers: Endgame's final scene”. 《디지털 스파이》. 2019년 5월 13일에 원본 문서에서 보존된 문서. 2019년 6월 20일에 확인함.
172. 1 2 3  Couch, Aaron (2018년 3월 26일). “'Captain Marvel' Rounds Out Cast with Familiar Marvel Names”. 《더 할리우드 리포터》. 2018년 3월 26일에 원본 문서에서 보존된 문서. 2018년 3월 26일에 확인함.
173. 1 2  “Thor: Ragnarok Press Kit” (PDF). 월트 디즈니 스튜디오. 2018년 11월 3일에 원본 문서 (PDF)에서 보존된 문서. 2017년 10월 9일에 확인함.
174. ↑  “Did Thor's Natalie Portman return for Avengers: Endgame?”. 《디지털 스파이》. 2019년 4월 25일. 2019년 4월 25일에 원본 문서에서 보존된 문서. 2019년 5월 22일에 확인함.
175. 1 2 3 4 5 6 7 8 9  Allen, Ben (2019년 4월 25일). “All of the cameos in Avengers: Endgame”. 《라디오 타임스》. 2019년 4월 25일에 원본 문서에서 보존된 문서. 2019년 4월 26일에 확인함.
176. 1 2  Robinson, Joanna (2018년 4월 26일). “Avengers: Infinity War: That End Credits Scene, Explained”. 《배너티 페어》. 2018년 4월 29일에 원본 문서에서 보존된 문서. 2018년 4월 28일에 확인함.
177. 1 2  Breznican, Anthony (2017년 7월 7일). “Samuel L. Jackson will bring Nick Fury to Captain Marvel”. 《엔터테인먼트 위클리》. 2017년 7월 7일에 원본 문서에서 보존된 문서. 2017년 7월 7일에 확인함.
178. 1 2  Buchanan, Kyle (2018년 8월 7일). “Spider-Man: Far From Home Adds Samuel L. Jackson, Cobie Smulders”. 《Vulture.com》. 2018년 8월 7일에 원본 문서에서 보존된 문서. 2018년 8월 7일에 확인함.
179. 1 2 3 4 5 6 7  Strom, Marc (2016년 5월 20일). “Marvel Studios Confirms Stellar New Cast Members of the Highly Anticipated 'Thor: Ragnarok'”. 《Marvel.com》. 2016년 6월 4일에 원본 문서에서 보존된 문서. 2016년 5월 20일에 확인함.
180. ↑  Lussier, Germain (2018년 3월 16일). “Peter Dinklage Is Definitely in Avengers: Infinity War, But Who's He Playing?”. io9. 2018년 3월 16일에 원본 문서에서 보존된 문서. 2018년 3월 16일에 확인함.
181. ↑  Kroll, Justin (2016년 9월 1일). “Jon Favreau to Reprise 'Iron Man' Role in 'Spider-Man: Homecoming' (EXCLUSIVE)”. 《버라이어티》. 2016년 9월 2일에 원본 문서에서 보존된 문서. 2016년 9월 1일에 확인함.
182. 1 2  Damore, Meagan (2017년 8월 22일). “Avengers 4 Set Photos Capture Iron Man Character's Return”. 코믹 북 리소스. 2017년 8월 23일에 원본 문서에서 보존된 문서. 2017년 8월 22일에 확인함.
183. ↑  Warner, Sam (2018년 9월 7일). “Spider-Man: Far from Home set picture confirms the return of an MCU favourite”. 《디지털 스파이》. 2018년 10월 18일에 원본 문서에서 보존된 문서. 2018년 10월 17일에 확인함.
184. 1 2 3 4  Rosener, Ben (2017년 6월 27일). “Who's in Spider-Man: Homecoming?”. 《FanSided》. 타임. 2017년 8월 27일에 원본 문서에서 보존된 문서. 2017년 7월 7일에 확인함.
185. ↑  Russell, Scott (2018년 12월 7일). “Everything We Know about Spider-Man: Far From Home So Far”. 《Paste》. 2019년 1월 15일에 원본 문서에서 보존된 문서. 2019년 1월 15일에 확인함.
186. ↑  Arvedon, Jon (2017년 9월 27일). “New Thor: Ragnarok Image Confirms Return of Another Asgardian”. 코믹 북 리소스. 2017년 9월 29일에 원본 문서에서 보존된 문서. 2017년 9월 27일에 확인함.
187. ↑  Breznican, Anthony (2014년 10월 28일). “Marvel Studios reveals Phase Three slate, including two-part 'Avengers' threequel”. 《엔터테인먼트 위클리》. 2014년 10월 28일에 원본 문서에서 보존된 문서. 2014년 10월 28일에 확인함.
188. 1 2  Babbage, Rachel (2014년 11월 1일). “Loki to appear in Thor: Ragnarok and both parts of Avengers: Infinity War”. 《디지털 스파이》. 2014년 11월 1일에 원본 문서에서 보존된 문서. 2014년 11월 2일에 확인함.
189. ↑  Acuna, Kirsten (2017년 7월 6일). “'Spider-Man: Homecoming' features the return of a character we never thought we'd see again — and it's all the better for it”. Insider. 2017년 7월 7일에 원본 문서에서 보존된 문서. 2017년 7월 7일에 확인함.
190. ↑  Ridgely, Charlie (2018년 1월 26일). “Avengers: Infinity War': Gwyneth Paltrow Lets Some Pepper Potts Spoilers Slip”. 《ComicBook.com》. 2018년 1월 26일에 원본 문서에서 보존된 문서. 2018년 1월 26일에 확인함.
191. 1 2 3 4  “Marvel Studios Begins Production on Marvel's 'Captain America: Civil War'”. 《Marvel.com》. 2015년 5월 7일. 2015년 5월 8일에 원본 문서에서 보존된 문서. 2015년 5월 7일에 확인함.
192. ↑  Alexander, Julia (2017년 7월 15일). “Avengers, Guardians of the Galaxy assemble at D23 to celebrate Marvel, tease Infinity War”. 《폴리곤》. 2017년 7월 16일에 원본 문서에서 보존된 문서. 2017년 7월 15일에 확인함.
193. ↑  Damore, Meagan (2017년 9월 21일). “Paltrow Confirms Avengers 4 Role for Cheadle's War Machine”. 코믹 북 리소스. 2017년 9월 22일에 원본 문서에서 보존된 문서. 2017년 9월 21일에 확인함.
194. ↑  Kroll, Justin (2014년 1월 21일). “'Captain America 3' Takes Shape at Marvel (Exclusive)”. 《버라이어티》. 2014년 1월 21일에 확인함.
195. ↑  Ehrbar, Ned (2017년 3월 28일). “New "Spider-Man: Homecoming" trailer teases Iron Man, Captain America”. CBS News. 2017년 3월 29일에 원본 문서에서 보존된 문서. 2017년 3월 28일에 확인함.
196. 1 2  Chitwood, Adam (2015년 4월 14일). “Chris Hemsworth Reveals the 3 Marvel Movies Left on His Contract”. 콜라이더. 2015년 4월 16일에 원본 문서에서 보존된 문서. 2015년 4월 15일에 확인함.
197. ↑  Arrant, Chris (2015년 1월 15일). “Captain America: Civil War Directors: Black Widow Will Be Back, More”. 뉴사라마. 2015년 2월 13일에 원본 문서에서 보존된 문서. 2015년 1월 15일에 확인함.
198. ↑  Francisco, Eric (2017년 11월 3일). “That Black Widow Cameo Explains Why Hulk Is in 'Thor: Ragnarok'”. 《Inverse》. 2019년 7월 9일에 원본 문서에서 보존된 문서. 2019년 7월 9일에 확인함.
199. ↑  “Halle Berry, Jamie Dornan, Chris Evans, Gael García Bernal, Samuel L. Jackson, Scarlett Johansson, Dakota Johnson, Kate Mckinnon, Shirley Maclaine, Hailee Steinfeld Will Be Presenters on Oscars® Stage”. 아카데미상. 2017년 2월 7일. 2017년 2월 8일에 원본 문서에서 보존된 문서. 2017년 2월 7일에 확인함.
200. ↑  Fullerton, Huw (2018년 4월 30일). “The biggest cameos and surprise appearances in Avengers: Infinity War”. 《라디오 타임스》. 2018년 4월 30일에 원본 문서에서 보존된 문서. 2018년 5월 1일에 확인함.
201. 1 2 3  Robinson, Joana (2018년 4월 27일). “Avengers: Infinity War—A Guide to all the Cameos and Surprising Bit Parts”. 《배너티 페어》. 2018년 4월 27일에 원본 문서에서 보존된 문서. 2018년 4월 28일에 확인함.
202. 1 2  Tylwalk, Nick (2016년 4월 17일). “Captain America: Civil war caast list”. 《Fansided》. 2016년 4월 14일에 원본 문서에서 보존된 문서. 2016년 4월 24일에 확인함.
203. ↑  Strom, Marc (2014년 10월 28일). “Marvel Pits Captain America & Iron Man in a Cinematic Civil War”. 《Marvel.com》. 2014년 10월 28일에 확인함.
204. 1 2  Kit, Borys (2016년 4월 21일). “Robert Downey Jr. Joins 'Spider-Man: Homecoming'”. 《더 할리우드 리포터》. 2016년 4월 21일에 원본 문서에서 보존된 문서. 2016년 4월 21일에 확인함.
205. ↑  Pritchard, Tom (2019년 7월 2일). “All the Easter Eggs and References We Spotted in Spider-Man: Far From Home”. 《Gizmodo》. 2020년 8월 6일에 원본 문서에서 보존된 문서. 2021년 1월 30일에 확인함.
206. ↑  Strom, Marc (2014년 10월 28일). “Marvel's The Avengers Head Into an Infinity War”. 《Marvel.com》. 2014년 10월 31일에 원본 문서에서 보존된 문서. 2014년 11월 2일에 확인함.
207. ↑  Sneider, Jeff (2014년 5월 30일). “Josh Brolin Joins Marvel's 'Avengers' Sequels as Villain Thanos”. The Wrap. 2014년 6월 2일에 원본 문서에서 보존된 문서. 2014년 5월 30일에 확인함.
208. 1 2 3  Breznican, Anthony (2016년 11월 5일). “Doctor Strange revelations: Secrets and Easter eggs from the new Marvel movie”. 《엔터테인먼트 위클리》. 2016년 11월 6일에 원본 문서에서 보존된 문서. 2016년 11월 5일에 확인함.
209. ↑  Strom, Marc (2014년 10월 28일). “Thor Brings Ragnarok to the Marvel Cinematic Universe in 2017”. 《Marvel.com》. 2014년 10월 28일에 원본 문서에서 보존된 문서. 2014년 10월 28일에 확인함.
210. 1 2  Alexander, Susannah (2020년 7월 18일). “Marvel's Hawkeye series has a major development”. 《디지털 스파이》. 2021년 2월 20일에 원본 문서에서 보존된 문서. 2021년 9월 14일에 확인함.
211. ↑  Breznican, Anthony (2019년 4월 27일). “Avengers: Endgame explained: The Kate Bishop tease”. 《엔터테인먼트 위클리》. 2021년 7월 28일에 원본 문서에서 보존된 문서. 2021년 9월 14일에 확인함.
212. ↑  D'Alessandro, Anthony (2015년 5월 6일). “Emily VanCamp Reprising Her Role As Agent 13 In 'Captain America: Civil War'”. 《데드라인 할리우드》. 2015년 5월 7일에 원본 문서에서 보존된 문서. 2015년 5월 6일에 확인함.
213. ↑  Morales, Wilson (2017년 5월 23일). “Exclusive: T.I. Confirmed To Return In Marvel's Ant-Man and The Wasp”. BlackFilm.com. 2017년 5월 31일에 원본 문서에서 보존된 문서. 2017년 5월 24일에 확인함.
214. 1 2 3  Keyes, Rob (2015년 6월 4일). “'Guardians of the Galaxy 2′ Has Fewer Characters, One New”. 《스크린 랜트》. 2015년 6월 5일에 원본 문서에서 보존된 문서. 2015년 6월 4일에 확인함.
215. ↑  DaveBautista (2017년 1월 22일). “Welp!!! That makes 3 of us! And I start filming tomorrow! 😱 #MarvelShroudofSecrecy 😖” (트윗). 2017년 2월 3일에 원본 문서에서 보존된 문서. 2017년 1월 22일에 확인함.
216. ↑  Weintraub, Steve (2018년 5월 29일). “Dave Bautista Talks 'Avengers: Infinity War' Spoilers and Working with Jodie Foster in 'Hotel Artemis'”. 《콜라이더》. 2018년 5월 30일에 원본 문서에서 보존된 문서. 2018년 5월 30일에 확인함.
217. ↑  “Every Captain America: Civil War Character From Marvel Comics Confirmed so Far - FRIDAY”. GameSpot. 2016년 4월 18일에 원본 문서에서 보존된 문서. 2016년 5월 6일에 확인함.
218. 1 2  Lussier, Germain (2017년 7월 5일). “Yes, Jennifer Connelly Is the Voice of Spider-Man's Homecoming Suit”. io9. 2017년 7월 7일에 원본 문서에서 보존된 문서. 2017년 7월 7일에 확인함.
219. ↑  Beresford, Jack (2018년 4월 24일). “8 incredible Irish connections to Avengers: Infinity War”. 《아이리시 포스트》. 2018년 4월 29일에 원본 문서에서 보존된 문서. 2018년 4월 28일에 확인함.
220. ↑  Leadbeater, Alex (2017년 1월 9일). “Gamora Confirmed for Avengers: Infinity War”. 《스크린 랜트》. 2017년 1월 10일에 원본 문서에서 보존된 문서. 2017년 1월 9일에 확인함.
221. ↑  Zalben, Alex (2015년 3월 23일). “Vin Diesel Tells Us About His Marvel Movie Future”. MTV. 2015년 3월 26일에 원본 문서에서 보존된 문서. 2015년 3월 24일에 확인함.
222. ↑  Welch, Alex (2016년 1월 20일). “Vin Diesel: Groot & Hulk Must 'Get Down' in Avengers: Infinity War”. 《스크린 랜트》. 2017년 1월 21일에 원본 문서에서 보존된 문서. 2016년 1월 20일에 확인함.
223. ↑  Alter, Ethan (2017년 10월 25일). “Terry Notary on going ape in 'The Square' and playing teen Groot in 'Avengers'; plus, an exclusive clip”. 《야후!》. 2017년 10월 27일에 원본 문서에서 보존된 문서. 2017년 10월 26일에 확인함.
224. 1 2  Fullerton, Huw (2017년 4월 30일). “The 11 best Easter eggs in Guardians of the Galaxy Vol. 2”. 《라디오 타임스》. 2017년 5월 4일에 원본 문서에서 보존된 문서. 2017년 5월 5일에 확인함.
225. ↑  Han, Karen (2019년 4월 25일). “The kid at the end of Avengers: Endgame is one of Marvel's mightiest cameos”. 《폴리곤》.
226. 1 2  Breznican, Anthony (2017년 1월 26일). “Marvel confirms Andy Serkis for Black Panther, releases plot summary”. 《엔터테인먼트 위클리》. 2017년 1월 28일에 원본 문서에서 보존된 문서. 2017년 1월 26일에 확인함.
227. 1 2  Evry, Mark (2015년 3월 9일). “James Gunn Says Marvel Will be Absent from Comic-Con”. Superhero Hype!. 2015년 3월 11일에 원본 문서에서 보존된 문서. 2015년 3월 9일에 확인함.
228. ↑  “Robert Downey Jr. Reveals Kraglin's Unseen Appearance in New Avengers: Endgame Photo”. 《ComicBook.com》. 2019년 5월 9일에 원본 문서에서 보존된 문서. 2019년 5월 12일에 확인함.
229. ↑  “EXCLUSIVE: David Dastmalchian Confirms Kurt Is Returning for 'Ant-Man and the Wasp'”. 엔터테인먼트 투나잇. 2017년 4월 19일. 2017년 4월 21일에 원본 문서에서 보존된 문서. 2017년 4월 20일에 확인함.
230. 1 2  Perry, Spencer (2017년 8월 1일). “Production Officially Begins on Ant-Man and the Wasp!”. ComingSoon.net. 2017년 8월 1일에 원본 문서에서 보존된 문서. 2017년 8월 1일에 확인함.
231. ↑  Hood, Cooper (2018년 4월 17일). “Avengers 4 Adds Emma Fuhrmann As An Older Cassie Lang [Updated]”. 《스크린 랜트》. 2020년 7월 17일에 원본 문서에서 보존된 문서. 2020년 12월 14일에 확인함.
232. ↑  Anderton, Ethan (2016년 3월 7일). “'Captain America: Civil War' Set Visit: Witnessing the Beginning of a Clash of Superheroes”. 2016년 3월 8일에 원본 문서에서 보존된 문서. 2016년 3월 7일에 확인함.
233. 1 2  Strom, Marc (2015년 10월 8일). “Marvel Studios Phase 3 Update”. 《Marvel.com》. 2015년 10월 10일에 원본 문서에서 보존된 문서. 2015년 10월 8일에 확인함.
234. 1 2  Cabin, Chris (2015년 11월 13일). “'Ant-Man and the Wasp': Michael Douglas Eyeing Return for Sequel”. 콜라이더. 2015년 11월 15일에 원본 문서에서 보존된 문서. 2015년 11월 13일에 확인함.
235. ↑  Kit, Borys (2016년 8월 19일). “Michael Pena to Star in Sony Horror Thriller 'The Bringing' (Exclusive)”. 《더 할리우드 리포터》. 2016년 8월 20일에 원본 문서에서 보존된 문서. 2016년 8월 19일에 확인함.
236. ↑  N'Duka, Amanda (2017년 7월 27일). “Judy Greer Set To Return For Marvel's 'Ant-Man And The Wasp'”. 《데드라인 할리우드》. 2017년 7월 28일에 원본 문서에서 보존된 문서. 2017년 7월 27일에 확인함.
237. ↑  Johnson, Zach (2015년 4월 23일). “Elizabeth Olsen Will Star in Captain America: Civil War!”. E!. 2015년 4월 26일에 원본 문서에서 보존된 문서. 2015년 4월 23일에 확인함.
238. 1 2 3 4  Lincoln, Ross A. (2016년 7월 29일). “Marvel's 'Avengers 3' Gets Official Title With Temp Name Hung On 'Avengers 4'”. 《데드라인 할리우드》. 2016년 7월 31일에 원본 문서에서 보존된 문서. 2016년 7월 30일에 확인함.
239. ↑  McLean, Pauline (2017년 1월 17일). “Karen Gillan on Tupperware Party, Inverness and Avengers”. BBC News. 2017년 1월 17일에 원본 문서에서 보존된 문서. 2017년 1월 17일에 확인함.
240. ↑  Hall, Jacob (2017년 2월 10일). “'Ant-Man and the Wasp' Will See the Return of Michael Douglas' Hank Pym”. 2017년 2월 10일에 원본 문서에서 보존된 문서. 2017년 2월 10일에 확인함.
241. 1 2  Owen, Luke (2017년 4월 26일). “There are two fun cameos in the credits of Guardians of the Galaxy Vol. 2 to keep an eye out for”. Flickering Myth. 2017년 4월 28일에 확인함.
242. ↑  더 할리우드 리포터 (2014년 12월 17일). 《Guardians of the Galaxy's Chris Pratt & James Gunn's Risky Film: Rule Breakers》. YouTube.  2:30에 발생. 2014년 12월 22일에 확인함.
243. ↑  Perry, Spencer (2016년 2월 2일). “The Guardians of the Galaxy Assemble in a Rehearsal Photo”. ComingSoon.net. 2016년 2월 2일에 원본 문서에서 보존된 문서. 2016년 2월 2일에 확인함.
244. ↑  Buchanan, Kyle (2017년 7월 15일). “What Happened in Today's Secret Trailer for Avengers: Infinity War?”. 《Vulture》. 2017년 7월 16일에 원본 문서에서 보존된 문서. 2017년 7월 15일에 확인함.
245. ↑  Lesnick, Sean (2017년 1월 24일). “Sean Gunn Shares from the Avengers: Infinity War Set”. 《ComingSoon.net》. 2017년 1월 25일에 원본 문서에서 보존된 문서. 2017년 1월 24일에 확인함.
246. ↑  Evans, Mel (2018년 10월 7일). “Bradley Cooper asked Avengers 4's Russo Brothers if they altered Rocket's voice for Infinity War”. 《메트로》. 2018년 10월 8일에 원본 문서에서 보존된 문서. 2018년 10월 9일에 확인함.
247. ↑  Tramel, Jimmie (2018년 9월 23일). “Tulsa-bound actor Sean Gunn knows Marvel-ous details, but can't share yet”. 《털사 월드》. 2018년 9월 24일에 원본 문서에서 보존된 문서. 2018년 9월 25일에 확인함.
248. ↑  Highfill, Samantha (2014년 11월 24일). “Frank Grillo talks Crossbones' return in 'Captain America: Civil War'”. 엔터테인먼트 위클리. 2015년 1월 12일에 원본 문서에서 보존된 문서. 2014년 11월 24일에 확인함.
249. ↑  McMillan, Graeme (2018년 10월 25일). “'Avengers 4' Will Feature Flashbacks, Says Actor Frank Grillo”. 《더 할리우드 리포터》. 2018년 10월 26일에 원본 문서에서 보존된 문서. 2018년 10월 25일에 확인함.
250. ↑  Sciretta, Peter (2017년 2월 7일). “The Collector Confirmed For 'Avengers: Infinity War'”. /Film. 2017년 2월 7일에 원본 문서에서 보존된 문서. 2017년 2월 8일에 확인함.
251. ↑  McCabe, Joseph (2014년 11월 25일). “Exclusive: Actor Michael Rooker Talks Yondu And The Future of Guardians Of The Galaxy!”. 너디스트. 2015년 1월 2일에 원본 문서에서 보존된 문서. 2015년 1월 19일에 확인함.
252. ↑  Avila, Mike (2016년 10월 9일). “Watch: Evangeline Lilly on introducing the Wasp, when she'll join The Avengers”. Blastr. 2016년 10월 10일에 원본 문서에서 보존된 문서. 2016년 10월 9일에 확인함.
253. 1 2 3 4  Breznican, Anthony (2017년 7월 22일). “Michelle Pfeiffer will play Janet Van Dyne in Ant-Man and The Wasp”. 《엔터테인먼트 위클리》. 2017년 7월 23일에 원본 문서에서 보존된 문서. 2017년 7월 22일에 확인함.
254. 1 2  Simpson, George (2016년 9월 26일). “Benedict Cumberbatch's Doctor Strange CONFIRMED for Avengers: Infinity War”. 《Daily Express》. 2016년 9월 26일에 원본 문서에서 보존된 문서. 2016년 9월 26일에 확인함.
255. ↑  Fleming, Mike Jr. (2014년 11월 14일). “Daniel Bruhl To Play Villain In 'Captain America: Civil War'”. 《데드라인 할리우드》. 2014년 10월 30일에 확인함.
256. 1 2  Palmer, Frank (2017년 3월 20일). “Exclusive: Anthony Mackie Says FALCON Won't Die”. Screen Geek. 2017년 3월 22일에 원본 문서에서 보존된 문서. 2017년 3월 21일에 확인함.
257. ↑  Baysinger, Tim (2019년 4월 26일). “It's Finally All Connected: How 'Avengers: Endgame' Finally Acknowledged the MCU's TV Universe”. 《TheWrap》. 2019년 4월 27일에 원본 문서에서 보존된 문서. 2019년 4월 28일에 확인함.
258. 1 2 3 4  “Forest Whitaker Joins Marvel's 'Black Panther'”. 《Marvel.com》. 2016년 10월 7일. 2017년 4월 22일에 원본 문서에서 보존된 문서. 2016년 10월 7일에 확인함.
259. 1 2  Pritchard, Tom (2017년 11월 29일). “Avengers: Infinity War Breakdown: Everything We Spotted in the First Trailer”. Gizmodo UK. 2017년 11월 30일에 원본 문서에서 보존된 문서. 2017년 11월 30일에 확인함.
260. ↑  Strom, Marc (2017년 1월 26일). “Marvel Studios Begins Production On 'Black Panther'”. 《Marvel.com》. 2017년 1월 28일에 원본 문서에서 보존된 문서. 2017년 1월 26일에 확인함.
261. 1 2  Pritchard, Tom (2018년 2월 13일). “All the Easter Eggs and References We Spotted in Black Panther”. 《Gizmodo UK》. 2018년 2월 13일에 원본 문서에서 보존된 문서. 2018년 2월 15일에 확인함.
262. 1 2  Strom, Marc (2014년 10월 28일). “Chadwick Boseman to Star in Marvel's Black Panther”. 《Marvel.com》. 2014년 10월 28일에 확인함.
263. ↑  Reilly, Luke (2017년 5월 7일). “Black Panther Officially Part of Avengers: Infinity War”. IGN. 2017년 6월 8일에 원본 문서에서 보존된 문서. 2017년 5월 8일에 확인함.
264. ↑  Perry, Spencer (2017년 10월 26일). “More Avengers 4 Set Photos Featuring Hulk, Black Panther, and More”. ComingSoon.net. 2018년 3월 27일에 원본 문서에서 보존된 문서. 2018년 3월 26일에 확인함.
265. ↑  Mallenbaum, Carly (2016년 4월 13일). “'Captain America: Civil War' premiere: 5 things we learned”. 《USA 투데이》. 2016년 4월 15일에 원본 문서에서 보존된 문서. 2016년 4월 13일에 확인함.
266. ↑  Kroll, Justin (2015년 7월 8일). “Marisa Tomei to Play Aunt May in New 'Spider-Man' Movie (EXCLUSIVE)”. 《버라이어티》. 2015년 7월 9일에 원본 문서에서 보존된 문서. 2015년 7월 8일에 확인함.
267. ↑  Kroll, Justin (2016년 3월 7일). “Zendaya Joins 'Spider-Man' Reboot”. 《버라이어티》. 2016년 3월 8일에 원본 문서에서 보존된 문서. 2016년 3월 7일에 확인함.
268. ↑  Kroll, Justin (2018년 5월 21일). “Jake Gyllenhaal Eyed for Villain Role in 'Spider-Man: Homecoming' Sequel”. 《버라이어티》. 2018년 5월 21일에 원본 문서에서 보존된 문서. 2018년 5월 21일에 확인함.
269. 1 2  Kit, Borys; Siegel, Tatiana (2015년 6월 23일). “'Spider-Man' Finds Tom Holland to Star as New Web-Slinger”. 《더 할리우드 리포터》. 2015년 6월 23일에 원본 문서에서 보존된 문서. 2015년 6월 23일에 확인함.
270. ↑  Breznican, Anthony (2015년 12월 3일). “Spider-Man's Captain America: Civil War role revealed”. 《엔터테인먼트 위클리》. 2015년 12월 4일에 원본 문서에서 보존된 문서. 2015년 12월 4일에 확인함.
271. ↑  Couch, Aaron (2017년 2월 10일). “'Avengers: Infinity War' Featurette Shows Off First Footage From Set”. 《더 할리우드 리포터》. 2017년 2월 11일에 원본 문서에서 보존된 문서. 2017년 2월 10일에 확인함.
272. ↑  Kit, Borys; Couch, Aaron (2017년 4월 18일). “Marvel's Kevin Feige on Why the Studio Won't Make R-Rated Movies, 'Guardians 2' and Joss Whedon's DC Move”. 《더 할리우드 리포터》. 2017년 4월 18일에 원본 문서에서 보존된 문서. 2017년 4월 18일에 확인함.
273. ↑  Ford, Rebecca; Kit, Borys (2017년 7월 19일). “'Spider-Man: Homecoming' Director in Talks to Return for Sequel (Exclusive)”. 《더 할리우드 리포터》. 2017년 7월 22일에 원본 문서에서 보존된 문서. 2017년 7월 19일에 확인함.
274. ↑  De Semlyen, Phil (2016년 2월 22일). “Martin Freeman's Captain America: Civil War character revealed”. 《엠파이어》. 2016년 2월 23일에 원본 문서에서 보존된 문서. 2016년 2월 22일에 확인함.
275. ↑  Sampson, Mike (2016년 4월 5일). “Here's Who Alfre Woodard Plays in 'Captain America: Civil War'”. 스크린크러시. 2016년 4월 6일에 원본 문서에서 보존된 문서. 2016년 4월 5일에 확인함.
276. ↑  Breznican, Anthony (2016년 5월 8일). “Iron Man's mom: Let's talk about her for Mother's Day”. 《엔터테인먼트 위클리》. 2016년 5월 12일에 원본 문서에서 보존된 문서. 2016년 5월 9일에 확인함.
277. ↑  Jones, Alice (2015년 4월 22일). “Daniel Brühl: 'When you have success abroad, you become a traitor. Envy is very German'”. 《The Independent》. 2015년 3월 24일에 원본 문서에서 보존된 문서. 2015년 4월 26일에 확인함.
278. ↑  Sampson, Mike (2015년 7월 14일). “Tilda Swinton Explains Why She's "Really, Really, Really Excited" to Star in Marvel's 'Doctor Strange'”. 스크린크러시. 2015년 7월 16일에 확인함.
279. ↑  Eisenberg, Eric (2016년 10월 26일). “Benedict Cumberbatch Reveals Why He Had To Play That Other Doctor Strange Role”. Cinema Blend. 2016년 10월 31일에 원본 문서에서 보존된 문서. 2016년 11월 3일에 확인함.
280. ↑  “Doctor Strange” (PDF). 월트 디즈니 스튜디오스 모션 픽처스. 2018년 9월 28일에 원본 문서 (PDF)에서 보존된 문서. 2016년 10월 31일에 확인함.
281. ↑  Marston, George (2016년 6월 21일). “Doctor Strange's Villain & Female Lead Confirmed”. 뉴사라마. 2016년 7월 13일에 원본 문서에서 보존된 문서. 2016년 7월 6일에 확인함.
282. 1 2  “Marvel's 'Doctor Strange' Begins Production”. 《Marvel.com》. 2015년 11월 24일. 2015년 11월 25일에 원본 문서에서 보존된 문서. 2015년 11월 24일에 확인함.
283. ↑  Breihan, Tom (2016년 10월 21일). “A Valentine to Scott Adkins, King of Straight-to-DVD Action Movies”. 《바이스》. 2016년 10월 25일에 원본 문서에서 보존된 문서. 2016년 10월 23일에 확인함.
284. ↑  “Former Colchester schoolgirl lands role in latest Marvel blockbuster”. 《Clacton Gazette》. 2016년 10월 24일. 2016년 10월 25일에 원본 문서에서 보존된 문서. 2016년 10월 24일에 확인함.
285. ↑  Fleming, Mike Jr. (2015년 6월 11일). “Chiwetel Ejiofor's 'Doctor Strange' Character Revealed: He'll Play Baron Mordo”. 《데드라인 할리우드》. 2015년 6월 11일에 원본 문서에서 보존된 문서. 2015년 6월 11일에 확인함.
286. ↑  Strom, Marc (2015년 8월 15일). “D23 Expo 2015: Marvel's 'Doctor Strange' Updates & More”. 《Marvel.com》. 2015년 8월 16일에 원본 문서에서 보존된 문서. 2015년 8월 15일에 확인함.
287. ↑  Tyrrel, Brandin (2016년 7월 23일). “Comic-Con 2016: New Doctor Strange Trailer Revealed”. IGN. 2016년 7월 25일에 원본 문서에서 보존된 문서. 2016년 7월 24일에 확인함.
288. ↑  “Doctor Strange Character Descriptions” (PDF). Marvel Studios. 2018년 11월 3일에 원본 문서 (PDF)에서 보존된 문서. 2016년 10월 13일에 확인함.
289. ↑  Strom, Marc (2014년 12월 4일). “Benedict Cumberbatch to play Doctor Strange”. 《Marvel.com》. 2014년 12월 4일에 원본 문서에서 보존된 문서. 2014년 12월 4일에 확인함.
290. ↑  Collis, Clark (2016년 10월 13일). “Doctor Strange will play a 'very, very important' role in the MCU, Marvel Studios president says”. 《엔터테인먼트 위클리》. 2016년 10월 15일에 원본 문서에서 보존된 문서. 2016년 10월 14일에 확인함.
291. ↑  Kroll, Justin (2015년 11월 2일). “Michael Stuhlbarg in Talks to Join 'Doctor Strange'”. 《버라이어티》. 2015년 11월 4일에 원본 문서에서 보존된 문서. 2015년 11월 2일에 확인함.
292. ↑  Kit, Borys (2016년 1월 21일). “'The Martian' Actor Nabs Key 'Doctor Strange' Role (Exclusive)”. 《더 할리우드 리포터》. 2016년 1월 24일에 원본 문서에서 보존된 문서. 2016년 1월 22일에 확인함.
293. ↑  Mueller, Matthew (2016년 10월 21일). “Benedict Wong Confirmed For Avengers Infinity War”. 《ComicBook.com》. 2016년 10월 23일에 원본 문서에서 보존된 문서. 2016년 10월 22일에 확인함.
294. ↑  Mueller, Matthew (2018년 9월 21일). “Benedict Wong Teases 'Avengers 4' Spoilers Cleaning”. 《ComicBook.com》. 2018년 9월 21일에 원본 문서에서 보존된 문서. 2018년 9월 22일에 확인함.
295. ↑  Whitney, Erin (2016년 7월 23일). “'Guardians of the Galaxy Vol. 2' Gets a New Logo at Comic-Con 2016”. 스크린크러시. 2016년 7월 25일에 원본 문서에서 보존된 문서. 2016년 7월 23일에 확인함.
296. 1 2 3 4 5 6 7 8  Marston, George (2016년 7월 23일). “Star-Lord's Father Revealed ... James Gunn Explains in Detail”. 뉴사라마. 2016년 7월 24일에 원본 문서에서 보존된 문서. 2016년 7월 24일에 확인함.
297. 1 2 3  Daniell, Mark (2017년 4월 25일). “Sylvester Stallone's 'Guardians of the Galaxy Vol. 2' character has a big future in the MCU”. 《The Whig》. 2017년 4월 28일에 원본 문서에서 보존된 문서. 2017년 4월 28일에 확인함.
298. ↑  Vary, Adam B. (2017년 4월 22일). “Not Only Is Miley Cyrus In Marvel's Next Movie, But She May Be Coming Back For Another One”. BuzzFeed. 2017년 4월 28일에 원본 문서에서 보존된 문서. 2017년 4월 28일에 확인함.
299. ↑  Lincoln, Ross (2015년 10월 29일). “'Compton's Neil Brown Jr. Signs On For 'Sand Castle'; Pom Klementieff Joins 'Guardians Of The Galaxy 2'”. 《데드라인 할리우드》. 2015년 10월 30일에 원본 문서에서 보존된 문서. 2015년 10월 29일에 확인함.
300. ↑  Romano, Nick (2017년 1월 28일). “Avengers: Infinity War adds Mantis from Guardians of the Galaxy 2”. 《엔터테인먼트 위클리》. 2017년 1월 30일에 원본 문서에서 보존된 문서. 2017년 1월 28일에 확인함.
301. ↑  Sandwell, Ian (2017년 9월 29일). “Another Guardians of the Galaxy star confirms they'll be coming back for Avengers 4”. 《디지털 스파이》. 2017년 9월 30일에 원본 문서에서 보존된 문서. 2017년 9월 30일에 확인함.
302. ↑  Peters, Megan (2017년 4월 17일). “Sylvester Stallone's Mystery Role In Guardians Of The Galaxy Vol. 2 Revealed”. 《ComicBook.com》. 2017년 4월 18일에 원본 문서에서 보존된 문서.
303. ↑  Derisz, Ricky (2016년 7월 26일). “The Ravagers Could Be A Much Bigger Threat In 'Guardians Of The Galaxy 2': Meet The Team To Find Out Why”. Movie Pilot. 2016년 7월 27일에 원본 문서에서 보존된 문서. 2016년 7월 27일에 확인함.
304. ↑  JamesGunn (2017년 1월 12일). “Two of the best actors (& Ravagers) I've ever worked with - @SullivanTweet (Taserface) & @TommyFlanagan (Tullk).” (트윗). 2017년 2월 22일에 원본 문서에서 보존된 문서. 2017년 1월 12일에 확인함.
305. ↑  Reilly, Phoebe (2017년 6월 22일). “Angourie Rice Has Roles In Two Of Summer's Most Anticipated Films”. 《Nylon》. 2017년 6월 22일에 원본 문서에서 보존된 문서. 2017년 7월 7일에 확인함.
306. ↑  Barnhardt, Adam (2018년 9월 29일). “Tom Holland Battles A Pigeon in New 'Spider-Man: Far From Home' Set Photos”. 《ComicBook.com》. 2018년 9월 30일에 원본 문서에서 보존된 문서. 2018년 10월 18일에 확인함.
307. 1 2 3  Smith, Andrew A. (2017년 7월 2일). “Captain Comics: Comics may predict 'Spider-Man: Homecoming' developments”. 《Times Record》. 2017년 7월 2일에 원본 문서에서 보존된 문서. 2017년 7월 7일에 확인함.
308. ↑  Boone, John (2017년 7월 5일). “'Spider-Man: Homecoming' Reveals There Is a Second Spider-Man Somewhere in New York City”. KUSA. 2017년 7월 7일에 원본 문서에서 보존된 문서. 2017년 7월 7일에 확인함.
309. ↑  “Liberty University Graduate Earns Credit on Marvel's Latest 'Avengers' Film”. Markets Insider. 2018년 4월 27일. 2018년 4월 28일에 원본 문서에서 보존된 문서. 2018년 4월 28일에 확인함.
310. 1 2  Damore, Megan (2017년 6월 23일). “Spider-Man: Homecoming: Gwyneth Paltrow & Jennifer Connelly Confirmed”. 코믹 북 리소스. 2017년 7월 7일에 원본 문서에서 보존된 문서. 2017년 7월 8일에 확인함.
311. ↑  Yamato, Jen (2017년 7월 6일). “How Donald Glover wound up in 'Spider-Man: Homecoming,' and what it might mean for an inclusive future”. 《로스앤젤레스 타임스》. 2017년 7월 6일에 원본 문서에서 보존된 문서. 2017년 7월 6일에 확인함.
312. 1 2  Levine, Daniel S. (2017년 7월 6일). “'Spider-Man: Homecoming': Comprehensive Guide to Easter Eggs”. Heavy.com. 2017년 7월 8일에 원본 문서에서 보존된 문서. 2017년 7월 7일에 확인함.
313. ↑  Matthews, Michelle (2017년 8월 22일). “Alabama native, 76, makes movie debut in 'Spider-Man: Homecoming'”. 《The Birmingham News》. 2017년 8월 25일에 원본 문서에서 보존된 문서. 2017년 8월 25일에 확인함.
314. ↑  Romano, Nick (2019년 7월 2일). “How Spider-Man: Far From Home explains the aftermath of the Snap”. 《엔터테인먼트 위클리》. 2019년 7월 2일에 원본 문서에서 보존된 문서. 2019년 10월 3일에 확인함.
315. ↑  Collura, Scott (2017년 4월 3일). “17 Things We Learned On The Set Of Spider-Man: Homecoming Page 2 of 2”. IGN. 2017년 4월 4일에 원본 문서에서 보존된 문서. 2017년 4월 3일에 확인함.
316. ↑  Francisco, Eric (2017년 10월 9일). “'Spider-Man: Homecoming' Star Wants Ned to Become a Villain”. 《Inverse》. 2017년 10월 10일에 원본 문서에서 보존된 문서. 2017년 10월 9일에 확인함.
317. ↑  Alexander, Julia (2017년 10월 5일). “Peter Parker's best friend, Ned, may show up in an Avengers movie”. 《폴리곤》. 2017년 10월 5일에 원본 문서에서 보존된 문서. 2017년 10월 5일에 확인함.
318. 1 2  Truitt, Brian (2016년 7월 24일). “Comic-Con: 'Captain Marvel,' 'Black Panther' boost Marvel diversity”. 《USA 투데이》. 2016년 7월 25일에 원본 문서에서 보존된 문서. 2016년 7월 24일에 확인함.
319. ↑  Fleming, Mike Jr. (2016년 8월 10일). “Michael Chernus Joins 'Spider-Man: Homecoming' As The Tinkerer”. 《데드라인 할리우드》. 2016년 8월 11일에 원본 문서에서 보존된 문서. 2016년 8월 10일에 확인함.
320. ↑  Kelley, Seth (2017년 7월 5일). “Box Office: 'Spider-Man: Homecoming' Could Sling to $100 Million-Plus Opening”. 《버라이어티》. 2017년 7월 7일에 원본 문서에서 보존된 문서. 2017년 7월 7일에 확인함.
321. ↑  Kit, Borys; Galuppo, Mia (2018년 2월 9일). “Jake Gyllenhaal, Ansel Elgort, Zendaya to Star in Crime Drama 'Finest Kind'”. 《더 할리우드 리포터》. 2018년 2월 10일에 원본 문서에서 보존된 문서. 2018년 2월 10일에 확인함.
322. ↑  Stagnitta, Ali (2017년 3월 23일). “Five Key Questions With 'Wilson' &'Spider-Man: Homecoming' StarIsabella Amara”. Hollywood Life. 2017년 3월 25일에 원본 문서에서 보존된 문서. 2017년 7월 7일에 확인함.
323. ↑  Morales, Wilson (2017년 3월 19일). “Isabella Amara Talks About Her Casting In Spider-Man: Homecoming & Confirms Avengers: Infinity War Appearance”. Black Film. 2017년 7월 10일에 원본 문서에서 보존된 문서. 2017년 7월 7일에 확인함.
324. ↑  Sciretta, Peter (2017년 4월 3일). “'Spider-Man: Homecoming' Set Visit: Everything We Learned - Page 2”. 2017년 4월 3일에 원본 문서에서 보존된 문서. 2017년 4월 3일에 확인함.
325. ↑  Hereford, André (2017년 7월 6일). “Review: Spider-Man Homecoming”. 《메트로 위클리》. 2017년 7월 6일에 원본 문서에서 보존된 문서. 2017년 7월 7일에 확인함.
326. ↑  James, David (2018년 7월 23일). “Tom Holland Hangs Out With Spider-Man: Far From Home Cast In New Pic”. We Got This Covered. 2018년 7월 23일에 원본 문서에서 보존된 문서. 2018년 7월 24일에 확인함.
327. ↑  Ethan_Dizon (2017년 11월 29일). “It has begun... So happy to be a part of #AvengersInfinityWar as @SpiderManMovie's friend, Tiny. Watch the new trailer today! Thank you @MarvelStudios for the incredible opportunity. #chess #SpiderManHomecoming #MarvelStudios” (트윗). 2018년 4월 28일에 원본 문서에서 보존된 문서. 2018년 4월 28일에 확인함.
328. ↑  Truitt, Brian (2016년 12월 8일). “Exclusive photo: Spider-Man Tom Holland unmasked in 'Homecoming'”. 《USA 투데이》. 2016년 12월 10일에 원본 문서에서 보존된 문서. 2016년 12월 8일에 확인함.
329. ↑  Caslin, Yvette (2017년 6월 27일). “Actress Garcelle Beauvais makes her franchise debut in 'Spider-Man Homecoming'”. Rolling Out. 2017년 7월 1일에 원본 문서에서 보존된 문서. 2017년 7월 7일에 확인함.
330. ↑  Agar, Chris (2017년 6월 15일). “Spider-Man: Homecoming May Lay Groundwork For The Jackal”. 《스크린 랜트》. 2017년 6월 15일에 원본 문서에서 보존된 문서. 2017년 6월 15일에 확인함.
331. ↑  Gettell, Oliver (2017년 6월 28일). “Hannibal Buress sends imposter in his place to Spider-Man: Homecoming premiere”. 《엔터테인먼트 위클리》. 2017년 7월 3일에 원본 문서에서 보존된 문서. 2017년 7월 7일에 확인함.
332. ↑  Eisenberg, Eric (2017년 5월 11일). “Why That Thor: Ragnarok Character Shows Up In The Guardians Of The Galaxy 2 End Credits”. Cinema Blend. 2017년 5월 12일에 원본 문서에서 보존된 문서. 2017년 5월 12일에 확인함.
333. ↑  Burton, Bonnie (2017년 7월 22일). “Comic-Con 2017: 'Black Panther,' 'Infinity War' blew us away at the Marvel panel”. CNET. 2017년 7월 23일에 원본 문서에서 보존된 문서. 2017년 7월 22일에 확인함.
334. ↑  Simonot, Suzanne (2016년 2월 4일). “Samuel L. Jackson tipped to return to Gold Coast for Thor: Ragnarok”. 《골드코스트 불틴》. 2016년 2월 15일에 원본 문서에서 보존된 문서. 2016년 2월 15일에 확인함.
335. ↑  Lawrence, Derek (2017년 4월 18일). “Thor: Ragnarok director Taika Waititi to portray Korg in film”. 《엔터테인먼트 위클리》. 2017년 4월 19일에 원본 문서에서 보존된 문서. 2017년 4월 18일에 확인함.
336. ↑  Davis, Brandon (2017년 7월 23일). “Clancy Brown Cast As Surtur In Thor: Ragnarok”. 《ComicBook.com》. 2017년 7월 23일에 원본 문서에서 보존된 문서. 2017년 7월 23일에 확인함.
337. ↑  Woerner, Meredith (2017년 9월 1일). “'Thor: Ragnarok' cast introduces the newest members of the Marvel Cinematic Universe”. 《로스앤젤레스 타임스》. 2017년 9월 1일에 원본 문서에서 보존된 문서. 2017년 9월 1일에 확인함.
338. ↑  Sharf, Zack (2019년 3월 26일). “Tessa Thompson Confirmed for 'Avengers: Endgame,' Weighs In on Valkyrie-Captain Marvel Fan Buzz”. 《인디와이어》. 2019년 3월 26일에 원본 문서에서 보존된 문서. 2019년 3월 26일에 확인함.
339. ↑  “Atriz baiana está no filme Pantera Negra”. 《Correio》 (포르투갈어). 2018년 2월 7일. 2018년 2월 7일에 원본 문서에서 보존된 문서. 2018년 2월 10일에 확인함.
340. ↑  Breznican, Anthony (2017년 7월 13일). “How Black Panther solves the problem of M'Baku”. 《엔터테인먼트 위클리》. 2017년 7월 15일에 원본 문서에서 보존된 문서. 2017년 7월 13일에 확인함.
341. ↑  〈Oscar Isaac, Winston Duke, and Emily King〉. 《Late Night with Seth Meyers》. 시즌 6. 제88 회. 2019년 3월 18일.  31:38에 발생. NBC. 2019년 4월 5일에 확인함.
342. ↑  Pritchard, Tom (2018년 2월 13일). “All the Easter Eggs and References We Spotted in Black Panther”. Gizmodo UK. 2018년 2월 13일에 원본 문서에서 보존된 문서. 2018년 2월 15일에 확인함.
343. ↑  Storm, Marc (2017년 1월 5일). “Sterling K. Brown Signs On To Marvel's 'Black Panther'”. 《Marvel.com》. 2016년 11월 22일에 원본 문서에서 보존된 문서. 2017년 1월 5일에 확인함.
344. 1 2  Strom, Marc (2016년 7월 23일). “SDCC 2016: Marvel's 'Black Panther' Confirms Additional Cast”. 《Marvel.com》. 2016년 7월 24일에 원본 문서에서 보존된 문서. 2016년 7월 23일에 확인함.
345. 1 2  White, Brett (2021년 4월 9일). “'Falcon and Winter Soldier' Easter Eggs: 5 Things You May Have Missed in Episode 4”. 《디사이더》. 2021년 4월 9일에 원본 문서에서 보존된 문서. 2021년 4월 9일에 확인함.
346. ↑  Fleming, Mike Jr. (2017년 6월 13일). “'The Walking Dead's Danai Gurira Starring In 'Avengers: Infinity War'”. 《데드라인 할리우드》. 2017년 6월 14일에 원본 문서에서 보존된 문서. 2017년 6월 13일에 확인함.
347. ↑  Chitwood, Adam (2019년 3월 14일). “New 'Avengers: Endgame' Poster Showcases the New Team—Including Captain Marvel”. 콜라이더. 2019년 3월 14일에 확인함.
348. ↑  Morse, Ben (2016년 11월 21일). “Angela Bassett Boards Marvel's "Black Panther"”. 《Marvel.com》. 2016년 11월 22일에 원본 문서에서 보존된 문서. 2016년 11월 21일에 확인함.
349. ↑  Hood, Cooper (2019년 4월 27일). “Every Character in Avengers: Endgame”. 《스크린 랜트》. 2019년 4월 26일에 원본 문서에서 보존된 문서. 2019년 4월 28일에 확인함.
350. ↑  Anderson, Jenna (2017년 3월 29일). “Black Panther: Letitia Wright Confirmed as Shuri”. 《ComicBook.com》. 2017년 3월 29일에 원본 문서에서 보존된 문서. 2017년 3월 29일에 확인함.
351. ↑  Sobon, Nicole (2017년 8월 27일). “Avengers: Infinity War Adds Another Black Panther Character”. 코믹 북 리소스. 2017년 8월 28일에 원본 문서에서 보존된 문서. 2017년 8월 27일에 확인함.
352. ↑  Fleming, Mike Jr. (2018년 11월 8일). “Hot Package: John Boyega, Letitia Wright To Star In Mike Cahill-Directed Sci-Fi 'Hold Back The Stars'”. 《데드라인 할리우드》. 2018년 11월 9일에 원본 문서에서 보존된 문서. 2018년 11월 9일에 확인함.
353. ↑  Marston, George (2017년 8월 4일). “Report: Arrow Adds Black Panther Actress in Recurring Role”. 뉴사라마. 2017년 8월 6일에 원본 문서에서 보존된 문서. 2017년 8월 5일에 확인함.
354. ↑  Esienberg, Eric (2018년 4월 22일). “We Know Who Is Playing Corvus Glaive In Avengers: Infinity War”. 《Cinema Blend》. 2018년 4월 23일에 원본 문서에서 보존된 문서. 2018년 4월 22일에 확인함.
355. ↑  Pante, Corey (2018년 3월 2일). “This 'Infinity War' Villain Is So Much More Than Thanos' Henchman”. Inverse. 2018년 3월 6일에 원본 문서에서 보존된 문서. 2018년 3월 6일에 확인함.
356. 1 2 3  Russo, Anthony; Russo, Joe (Directors) (2019). 《Avengers: Endgame》 (Motion picture). Marvel Studios.
357. 1 2  Fullerton, Huwav (2018년 4월 16일). “Fargo's Carrie Coon to play crucial Avengers: Infinity War villain”. 《라디오 타임스》. 2018년 4월 17일에 원본 문서에서 보존된 문서. 2018년 4월 16일에 확인함.
358. ↑  Burgos, Danielle (2018년 4월 27일). “Thanos' Female Villain In 'Infinity War' Has A Complex History – And An Emmy-Nominated Actor in Her Shoes”. 《Bustle》. 2018년 4월 30일에 확인함.
359. 1 2  “Ant-Man and the Wasp Press Kit” (PDF). 월트 디즈니 스튜디오스 모션 픽처스. 2018년 11월 4일에 원본 문서 (PDF)에서 보존된 문서. 2018년 7월 4일에 확인함.
360. ↑  McNary, Dave (2017년 7월 7일). “'Fresh Off the Boat' Star Randall Park Joins 'Ant-Man and the Wasp'”. 《버라이어티》. 2017년 7월 8일에 원본 문서에서 보존된 문서. 2017년 7월 7일에 확인함.
361. 1 2  Cardona, Ian (2018년 9월 5일). “Captain Marvel's Starforce Team Includes a Familiar GotG Face”. 코믹 북 리소스. 2018년 9월 5일에 원본 문서에서 보존된 문서. 2018년 9월 5일에 확인함.
362. ↑  Breznican, Anthony (2016년 7월 23일). “Brie Larson officially announced as Captain Marvel”. 《엔터테인먼트 위클리》. 2016년 7월 24일에 원본 문서에서 보존된 문서. 2016년 7월 23일에 확인함.
363. ↑  Robinson, Joanna (2017년 11월 28일). “What RoboCop Has to Do with the Future of the Marvel Cinematic Universe”. 《배너티 페어》. 2017년 11월 29일에 원본 문서에서 보존된 문서. 2017년 11월 28일에 확인함.
364. 1 2  Webber, Tim (2019년 2월 22일). “Captain Marvel: Annette Bening Confirms Her Mysterious Role”. 《CBR》 (미국 영어). 2019년 2월 22일에 확인함.
365. ↑  Tartaglione, Nancy (2018년 2월 26일). “'Captain Marvel': Gemma Chan Joins Cast As Minn-Erva”. 《데드라인 할리우드》. 2018년 2월 26일에 원본 문서에서 보존된 문서. 2018년 2월 27일에 확인함.
366. 1 2 3  Anderton, Ethan (2018년 9월 5일). “'Captain Marvel' Photos Reveal the Skrulls, Ronan the Accuser, and Young Nick Fury”. 《/Film》. 2018년 9월 6일에 원본 문서에서 보존된 문서. 2018년 9월 5일에 확인함.
367. ↑  Lussier, Germain (2019년 2월 1일). “A New Captain Marvel TV Spot Gives Us Hope for Marvel's Next Generation”. 《io9》. 2019년 2월 1일에 원본 문서에서 보존된 문서. 2019년 2월 1일에 확인함.
368. 1 2 3  Robinson, Joanna (2019년 7월 2일). “That Spider-Man: Far From Home End of Credits Reveal, Explained”. 《배너티 페어》. 2019년 7월 2일에 원본 문서에서 보존된 문서. 2019년 7월 2일에 확인함.
369. ↑  Kroll, Justin (2017년 11월 22일). “'Captain Marvel': Jude Law Lands Male Lead Opposite Brie Larson (EXCLUSIVE)”. 《버라이어티》. 2017년 11월 22일에 원본 문서에서 보존된 문서. 2017년 11월 22일에 확인함.
370. ↑  Booth, Kaitlyn (2019년 2월 25일). “Behind-the-Scenes Featurette for Captain Marvel Teases the Starforce”. 《Bleeding Cool》. 2019년 2월 26일에 원본 문서에서 보존된 문서. 2019년 2월 25일에 확인함.
371. ↑  Florio, Angelica (2019년 4월 24일). “Who Is Akihiko In 'Avengers: Endgame'? Hiroyuki Sanada's Mysterious Marvel Character Is Totally New To The MCU”. 《버슬》. 2019년 4월 24일에 원본 문서에서 보존된 문서. 2019년 4월 25일에 확인함.
372. ↑  Deen, Sarah (2017년 4월 24일). “Has Guardians Of The Galaxy star Zoe Saldana revealed the name of Avengers 4?”. 《메트로》. 2017년 4월 25일에 원본 문서에서 보존된 문서. 2017년 4월 24일에 확인함.
373. 1 2  Whitbrook, James (2021년 4월 5일). “Marvel Secrets in the New Loki Trailer: The Avengers, Time-Keepers, and More”. 《io9》. 2021년 4월 5일에 원본 문서에서 보존된 문서. 2021년 4월 5일에 확인함.
374. ↑  Kitchener, Shaun (2019년 4월 25일). “Avengers Endgame spoilers: Morgan Stark shock - Tony's daughter is VERY different to comic”. 《데일리 익스프레스》. 2019년 4월 28일에 확인함.
375. ↑  Couch, Aaron (2018년 6월 23일). “Tom Holland Reveals Next 'Spider-Man' Movie Is Called 'Far From Home'”. 《더 할리우드 리포터》. 2018년 6월 24일에 원본 문서에서 보존된 문서. 2018년 6월 24일에 확인함.
376. ↑  Gonzalez, Umberto (2018년 8월 14일). “'Crazy Rich Asian' Star Remy Hii Joins 'Spider-Man: Far From Home' Cast (Exclusive)”. 《TheWrap》. 2018년 8월 14일에 원본 문서에서 보존된 문서. 2018년 8월 14일에 확인함.
377. ↑  Whitbrook, James (2019년 5월 8일). “How Spider-Man: Far From Home Brings Peter Parker Back Down to Earth”. io9. 2019년 5월 8일에 원본 문서에서 보존된 문서. 2019년 5월 8일에 확인함.
378. ↑  Pearson, Ben (2019년 5월 8일). “How a Car Commercial Impacted the Marvel Cinematic Universe”. 《/Film》. 2019년 5월 8일에 원본 문서에서 보존된 문서. 2019년 5월 8일에 확인함.
379. ↑  N'Duka, Amanda (2018년 7월 17일). “'Spider-Man: Far From Home' Adds Numan Acar”. 《데드라인 할리우드》. 2018년 7월 17일에 원본 문서에서 보존된 문서. 2018년 7월 17일에 확인함.

### 페이즈 1 영화
- (영어) 아이언맨 - 인터넷 영화 데이터베이스
- (영어) 인크레더블 헐크 - 인터넷 영화 데이터베이스
- (영어) 아이언맨 2 - 인터넷 영화 데이터베이스
- (영어) 토르: 천둥의 신 - 인터넷 영화 데이터베이스
- (영어) 퍼스트 어벤져 - 인터넷 영화 데이터베이스
- (영어) 어벤져스 - 인터넷 영화 데이터베이스

### 페이즈 2 영화
- (영어) 아이언맨 3 - 인터넷 영화 데이터베이스
- (영어) 토르: 다크 월드 - 인터넷 영화 데이터베이스
- (영어) 캡틴 아메리카: 윈터 솔져 - 인터넷 영화 데이터베이스
- (영어) 가디언즈 오브 갤럭시 - 인터넷 영화 데이터베이스
- (영어) 어벤져스: 에이지 오브 울트론 - 인터넷 영화 데이터베이스
- (영어) 앤트맨 - 인터넷 영화 데이터베이스

### 페이즈 3 영화
- (영어) 캡틴 아메리카: 시빌 워 - 인터넷 영화 데이터베이스
- (영어) 닥터 스트레인지 - 인터넷 영화 데이터베이스
- (영어) 가디언즈 오브 갤럭시 Vol. 2 - 인터넷 영화 데이터베이스
- (영어) 스파이더맨: 홈커밍 - 인터넷 영화 데이터베이스
- (영어) 토르: 라그나로크 - 인터넷 영화 데이터베이스
- (영어) 블랙 팬서 - 인터넷 영화 데이터베이스
- (영어) 어벤져스: 인피니티 워 - 인터넷 영화 데이터베이스
- (영어) 앤트맨과 와스프 - 인터넷 영화 데이터베이스
- (영어) 캡틴 마블 - 인터넷 영화 데이터베이스
- (영어) 어벤져스: 엔드게임 - 인터넷 영화 데이터베이스
- (영어) 스파이더맨: 파 프롬 홈 - 인터넷 영화 데이터베이스